# ВЛ8
ВЛ8 (Владимир Ленин, 8-осный; до 1963 — Н8 — Новочеркасский) — советский двухсекционный восьмиосный магистральный электровоз постоянного тока с рекуперативным торможением. Был разработан на Новочеркасском электровозостроительном заводе. Серийно выпускался с 1955 по 1967 годы.

## История

### Опытные электровозы Н8

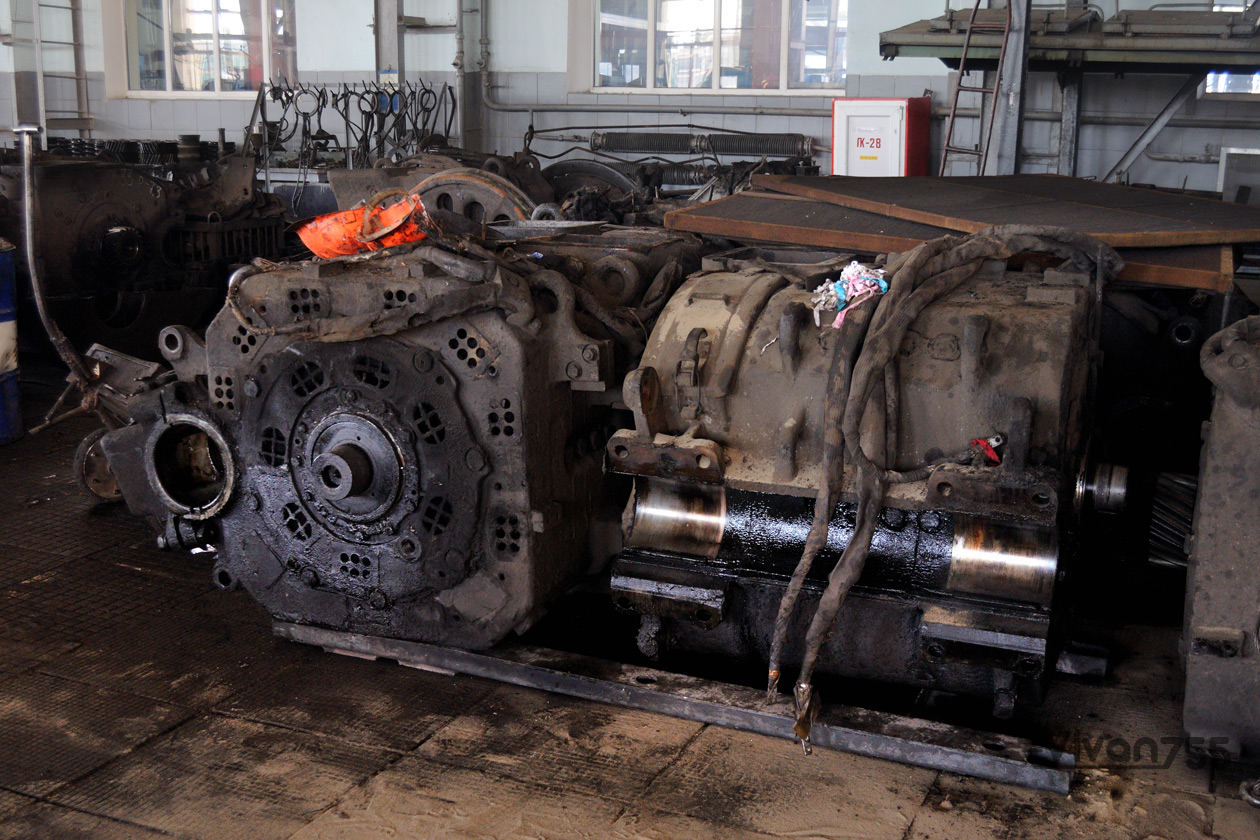
Тяговые двигатели НБ-406

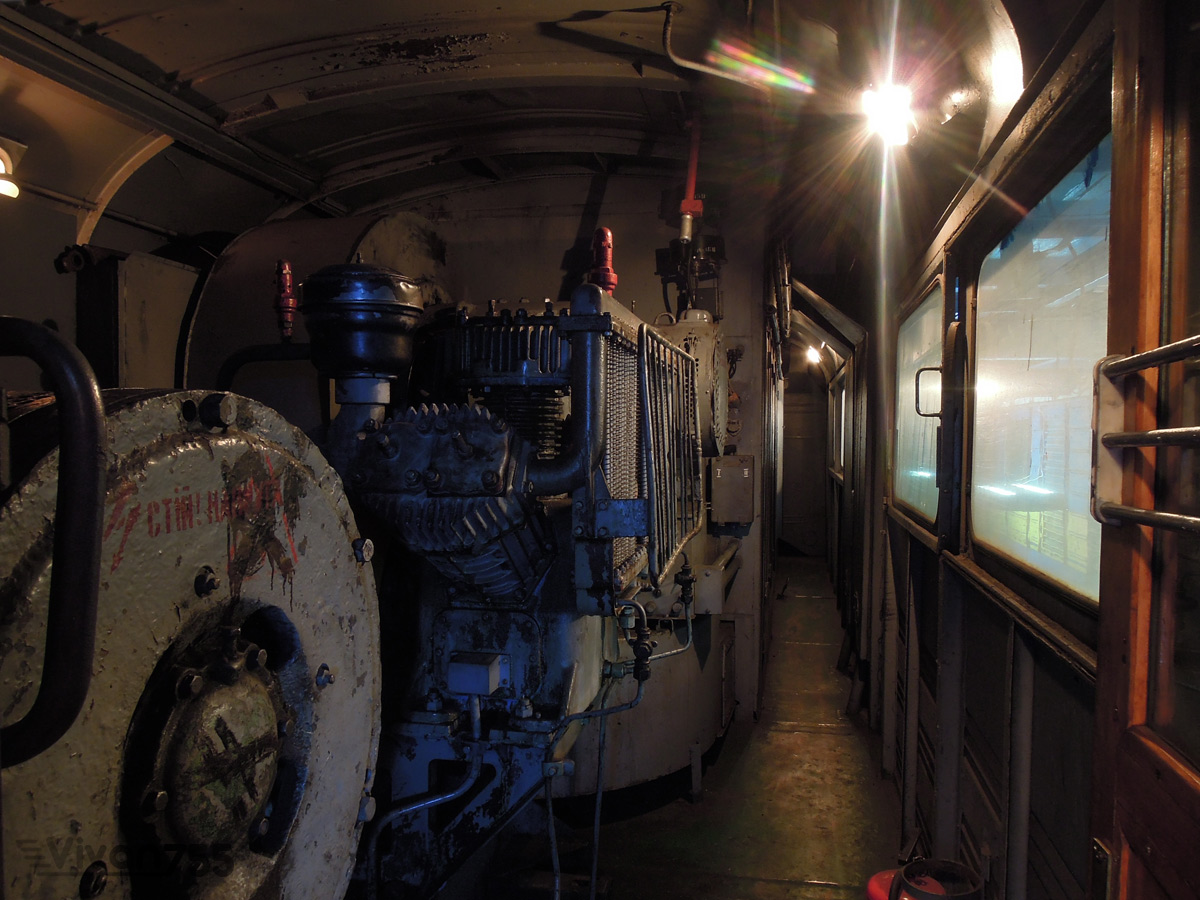
Машинное отделение — возбудитель, мотор-компрессор, далее — мотор-вентилятор и высоковольтная камера

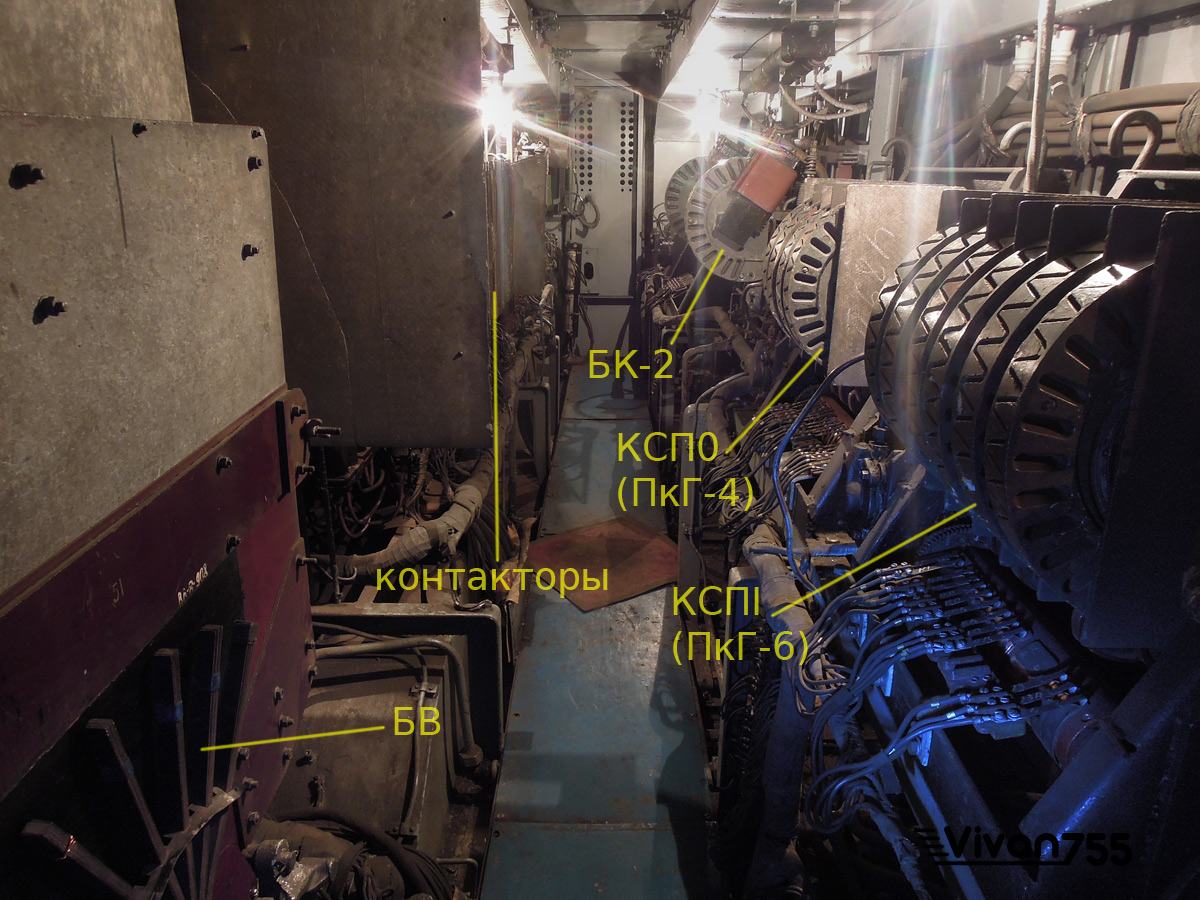
Высоковольтная камера

В 1952 году под руководством главного конструктора НЭВЗ Б. В. Суслова началось проектирование нового электровоза, а в марте 1953 года уже был изготовлен первый опытный восьмиосный электровоз Н8‑001 (фото). Схемы его электрических цепей соответствовали чертежу ОТН‑354.001.
Серия Н8 означала: новочеркасский, восьмиосный.
На электровозе были применены принципиально новые тележки литой конструкции, подобные применённым на американских тепловозах ДБ. Все буксы были оборудованы подшипниками качения. Рессорное подвешивание, состоящее из надбуксовых цилиндрических пружин и листовых рессор, выполнено сбалансированным по каждой стороне тележки. Кузов был выполнен без переходных площадок, впервые на серийном электровозе (первым электровозом без площадок в СССР был единичный ПБ21), полуобтекаемой формы. Двери расположены с боковых сторон кузова, со входом прямо в кабину машиниста.
Экипажная часть электровоза состоит из четырёх постоянно соединённых тремя одинаковыми шаровыми шарнирами тележек, на каждой паре тележек покоится свой кузов; схема цепей тяговых двигателей предусматривает постоянное подключение в общую цепь всех обмоток всех восьми двигателей, поэтому кузова (часто неправильно называемые секциями) Н8 постоянно механически и электрически соединены между собой и разъединяются только при ремонтах. Все силовые цепи были общими для обоих кузовов, что позволяло при последовательном соединении собирать в последовательную цепь все восемь ТЭД. На электровозе было реализовано рекуперативное торможение с противокомпаундированием возбудителей для уменьшения их массы.
Для электровоза были вновь спроектированы новые тяговые двигатели НБ‑406А с ненасыщенной магнитной системой, что позволяло им реализовывать полную мощность в большем диапазоне частот вращения. При напряжении на зажимах 1500 В эти ТЭД развивают длительную мощность 470 кВт и часовую 525 кВт.
Схематически электровоз имел ставшую уже стандартной схему реостатного пуска с последовательным, последовательно-параллельным и параллельным соединениями ТЭД и применением 4 ступеней ослабления возбуждения. Однако большинство электрических аппаратов и все вспомогательные машины были спроектированы заново на более высоком технологическом уровне. На Н8‑001 впервые был применён новый двухполозный токоприёмник П‑3.
Результаты контрольного взвешивания показали превышение весовых параметров по отношению к заданным — нагрузка от оси достигла 23,9 тс вместо 22,5 тс по проекту. Испытания электровоза в течение 1953—1954 гг. на Сурамском перевале и на участке Кропачёво — Златоуст — Челябинск (на базе депо Златоуст) Южно-Уральской железной дороги показали его значительное превосходство над ВЛ22М. Н8‑001 реализовывал длительное время касательную силу тяги 45-47 тс при скоростях 40-45 км/час, в отдельных случаях при пуске сила тяги достигала 54 тс.
В 1955 году была изготовлена опытная партия электровозов с номера 002 по 008.

## Техническое описание

### Общие сведения
В 1952 году под руководством главного конструктора НЭВЗа Б. В. Суслова началось проектирование нового электровоза, а в марте 1953 года был изготовлен первый опытный «восьмиосный» электровоз Н8‑001 (фото). Схемы его электрических цепей соответствовали чертежу ОТН‑354.001. Серия Н8 означала «новочеркасский восьмиосный».
Результаты контрольного взвешивания показали превышение весовых параметров по отношению к заданным — нагрузка от оси достигла 23,9 тс вместо 22,5 тс по проекту. Испытания электровоза в течение 1953—1954 гг. на Сурамском перевале и на участке Кропачёво — Златоуст — Челябинск (на базе депо Златоуст) Южно-Уральской железной дороги показали его значительное превосходство над ВЛ22М. Н8‑001 реализовывал длительное время касательную силу тяги 45-47 тс при скоростях 40-45 км/час, в отдельных случаях при пуске сила тяги достигала 54 тс.
В 1955 году была изготовлена опытная «установочная» партия электровозов серии: Н8-002 — Н8-008.
Советский грузовой 8-осный электровоз постоянного тока серии Н8 (ВЛ8) мощностью 5700 л. с. спроектирован и освоен серийным производством Новочеркасским электровозостроительным заводом имени С. М. Будённого в преддверии утверждения программы шестого пятилетнего плана развития народного хозяйства СССР (1956—1960 гг.), предусматривающего серийный выпуск 400 ед. этих самых мощных на сети дорог СССР локомотивов, в первую очередь для грузонапряжённых магистралей Урала и Сибири. Мощность электровоза Н8 в 1,75 раз больше, чем у электровоза ВЛ22м, и примерно в 1,5 раза больше, чем у тепловоза ТЭ3. Сила тяги и скорость часового режима 8-осного электровоза соответственно на 47,3 и 18,3 % больше, чем у электровоза ВЛ22м.
Основные данные электровоза Н8:
Род службы — грузовой;
Род тока — постоянный;
Осевая формула 0-20+20+20+20−0;
Электрическое торможение — рекуперативное;
Расчётное напряжение на пантографе — 3000 В;
Часовой режим:
Мощность на валах тяговых двигателей — 4200 кВт:
Мощность на ободе колёс — 4086 кВт;
Сила тяги — 35200 кг;
Скорость — 42,6 км/ч;
Ток — 4×380 А;
Длительный режим:
Мощность на ободе колёс — 3660 кВт;
Сила тяги — 30300 кг;
Скорость — 44,3 км/ч;
Ток — 4×340 А;
Скорость конструктивная — 90 км/ч (серийного — 100 км/ч);
Сцепной вес — 180 т; (первый опытный — Н8-001 — 191,2 т);
Сцепной вес с балластом — 184 т;
Нагрузка от оси на рельсы с балластом и без него — 23/22,5 т;
Диаметр колёс — 1200 мм;
Передаточное число — 82/21 = 3,905;
Модуль зубчатой передачи — 11;
Длина по буферам — 27520 мм;
Жёсткая база тележки — 3200 мм;
Тип тягового двигателя — НБ-406А;
Подвеска тягового двигателя — опорно-осевая;
Мощность часового режима тягового двигателя — 525 кВт;
Отношение веса электровоза к его мощности при часовом режиме — 44 кг/кВт;

### Механическая часть
Конструктивной особенностью механических частей электровоза (кузовной и экипажной) является то, что кузов разделён на две автономные унифицированные секции (по аналогии с двухсекционными тепловозами), но при этом конструкция кузовных секций, по аналогии с предшествующими односекционными электровозами серий ВЛ19, ВЛ22, ВЛ23, выполнена по облегчённой схеме, то есть не воспринимает и не передаёт собой продольное горизонтальное тяговое усилие. При этом главные рамы кузовов воспринимают собой исключительно распределённую нагрузку от элементов кузовной конструкции (крыша и вертикальные панели) и от размещённого в них оборудования, опираясь при этом шкворневыми опорными элементами на двухосные тележки сочленённого типа, посредством которых воспринимается и передаётся к сцепным приборам всё развиваемое тяговое усилие. В отличие от трёхосных сочленённых тележек брускового типа, реализованных в экипажных частях односекционных электровозов предшествующих вышеуказанных серий, двухосные тележки, имеющие меньшую базу, обеспечивают лучшее вписывание в кривые, а их главные рамы выполнены цельнолитыми в форме фасонных сопряжённых продольных и поперечных пустотелых балочных элементов, обеспечивающих значительное снижение массы конструкции главной рамы тележки. При этом, как показал опыт эксплуатации, система двухосных тележек сочленённого типа обладает неудовлетворительными динамическими характеристиками при скоростях более 100 км/час вследствие повышенной кинематической жёсткости в узлах сочленения. Поэтому в последующих проектах электровозов тележки сочленённой схемы были заменены независимыми тележками «тепловозного типа».

#### Кузов
Кузов электровоза был впервые (в серии; первым электровозом без площадок в СССР был единичный ПБ21) выполнен без переходных площадок, полуобтекаемой формы. Двери расположены с боковых сторон кузова со входом прямо в кабину машиниста.
Электровоз состоит из двух одинаковых кузовов полуобтекаемой формы. Внешнее конструктивное оформление головных лобовых частей кузовов и конструкция кабин повторены у электровоза ВЛ23.
Кузова сообщены между собой посредством тамбурного перехода закрытого гибкой связью — брезентом, сложенным в форме гармошки (гофра) по контуру торцовых дверных проёмов. Первый опытный электровоз Н8-001 имел брезентовое соединение, расположенное по контуру сечения кузова. Ширина кузова — 3105 мм; длина — 12 900 мм. Вес порожнего кузова — 36 400 кг; вес кузова с оборудованием — 68 400 кг. Хребтовые балки главной рамы кузова выполнены из двутавра высотой 450 мм (у Н8-001 — 550 мм). Обшивка кузова — стальная толщиной 2,5 мм (у опытного Н8-001 — 3 мм). Вес каждого кузова передаётся на две двухосные тележки через две главные, две внутренние и две дополнительные опоры. [Бовэ 1956 (15)]

#### Экипажная часть
- На электровозе были применены принципиально новые тележки литой конструкции, подобные применённым на американских тепловозах ДБ. Все буксы были оборудованы подшипниками качения. Рессорное подвешивание, состоящее из надбуксовых цилиндрических пружин и листовых рессор, выполнено сбалансированным по каждой стороне тележки.
- Экипаж электровоза состоит из четырёх постоянно соединённых тремя одинаковыми шаровыми шарнирами тележек, на каждой паре тележек покоится свой кузов.

Главная рама, каждая из четырёх 2-осных тележек электровоза выполнены в форме единой фасонной стальной отливки, образуемой сопряжением двух продольных элементов (боковин) и трёх поперечных элементов (буферного бруса, шкворневого бруса и бруса сочленения) — брусьев, имеющих коробчатые поперечные сечения и совместно обеспечивающих высокопрочную и жёсткую конструкцию минимальной массы.
Крупносерийное производство главной рамы подобной конструкции могло быть осуществлено исключительно в условиях Ворошиловградского завода — до 1956 г. ориентированного на производство крупногабаритных цельнолитых паровозных конструкций «северо-американского типа». В буферных брусьях главных рам первой и четвёртой тележек (весом каждая по 5900 кг) выполнены дополнительные приливы для установки на них путевых очистителей, буферов и СА-3. Вес главной рамы второй тележки — 5650 кг, вес главной рамы третьей тележки — 5600 кг.
Схема опор кузовов на тележки конструктивно идентичны таковым у электровоза ВЛ22м. Опорными элементами кузовов служат главные опоры («пяты»), задние опоры и дополнительные опоры. Эти опорные элементы шкворневого типа имеют цилиндрическую форму в горизонтальном сечении и плоские опорные рабочие поверхности. Главные шкворневые опоры кузовов установлены в цилиндрических углублениях, выполненных на поверхностях шкворневых брусьев главных рам первой и четвёртой тележек. Задние шкворневые опоры кузовов (внутренние) установлены в аналогичных углублениях, выполненных на поверхностях прямоугольных подпятников, установленных в соответствующих гнёздах шкворневых брусьев главных рам второй и третьей (средних) тележек. В продольном направлении прямоугольные подпятники задних опор выполнены короче своих установочных гнёзд и могут перемещаться (скользить) в направлении продольной оси каждого кузова на 30 мм вперёд или назад, тем самым обеспечивая возможность изменения расстояния между центрами тележек при прохождении ими кривых. Дополнительные опоры, расположенные по концам кузовов, лежат на скользунах буферных брусьев крайних (первой и четвёртой) тележек и брусьев среднего сочленения второй и третей тележек. Применение дополнительных опор у кузов вызвано смещением вертикальной оси центра тяжести собранной тележки от оси главной опоры. Это смещение вызвано расположением тяговых двигателей в тележках по одну сторону от колёсных пар. Выравнивание вертикальных нагрузок, передаваемых на оси колёсных пар, обеспечивают продольные балансиры.

### Электрооборудование
- Для электровоза были вновь спроектированы новые тяговые двигатели НБ‑406А с ненасыщенной магнитной системой, что позволяло им реализовывать полную мощность в большем диапазоне частот вращения. При напряжении на зажимах 1500 В эти ТЭД развивают длительную мощность 470 кВт и часовую 525 кВт.
- Схема цепей тяговых двигателей предусматривает постоянное подключение в общую цепь всех обмоток всех восьми двигателей, поэтому «секции» (правильно — кузова) Н8 постоянно механически и электрически соединены между собой и разъединяются только при ремонтах. Все силовые цепи были общими для обеих секций, что позволяло при последовательном соединении собирать в последовательную цепь все восемь ТЭД. На электровозе было реализовано рекуперативное торможение с противокомпаундированием возбудителей для уменьшения их массы.
- Схематически электровоз имел ставшую уже стандартной схему реостатного пуска с последовательным, последовательно-параллельным и параллельным соединениями ТЭД и применением четырёх ступеней ослабления возбуждения. Однако большинство электрических аппаратов и все вспомогательные машины были спроектированы заново на более высоком технологическом уровне. На Н8‑001 впервые был применён новый двухполозный токоприёмник П‑3.

#### Аппараты защиты тяговых двигателей
Основным аппаратом защиты тяговых электродвигателей (ТЭД) является быстродействующий выключатель (БВ). Обозначение БВ в схеме — 51-1, тип — БВП-3А (на электровозе Н8-001 первоначально использовался БВ типа БВП-ЦНИИ). Быстродействующий выключатель установлен только на секции 1. Он имеет одну пару контактов, включённых в начало цепи тяговых двигателей. Контакты имеют электропневматический привод. Выключатель включается только по команде машиниста, а выключается либо по команде машиниста, либо автоматически при возникновении аварийного режима. Автоматическое выключение БВ может происходить двумя способами:
- При значительной перегрузке либо коротком замыкании в цепи ТЭД, когда протекающий через БВ ток этой цепи превышает ток срабатывания (ток уставки) БВ;
- При срабатывании какого-либо другого аппарата защиты цепей тяговых двигателей. В этом случае контакты этого аппарата обесточивают удерживающую катушку выключателя[5].

БВ может выключаться по сигналу следующих аппаратов:
- Дифференциального реле тяговых двигателей — при пробое на землю изоляции цепей ТЭД. Дифференциальное реле работает и в режиме тяги, и в режиме рекуперации, все остальные аппараты — только в режиме рекуперации;
- Контактора двигателя мотор-генератора любой секции — при выключении этого двигателя в режиме рекуперации;
- Автоматического выключателя управления — при понижении давления в тормозной магистрали, то есть при пневматическом торможении электровоза (только в режиме рекуперативного торможения). В отличие от электровоза ВЛ22М, на ВЛ8 отсутствовал второй автоматический выключатель управления, выключавший БВ при повышении давления в тормозных цилиндрах[6].

В отличие от всех ранее выпущенных электровозов постоянного тока, на электровозах ВЛ8 не было предусмотрено выключение БВ по сигналу реле перегрузки ТЭД. Также на ВЛ8, несмотря на наличие рекуперативного торможения, не было предусмотрено выключение БВ по сигналу реле максимального напряжения или реле перегрузки двигателя мотор-генератора. В то же время из-за установки дифференциальной защиты от коротких замыканий на электровозах ВЛ8 впервые было предусмотрено выключение БВ контактами дифференциального реле.

##### Защита от перегрузок
Для защиты ТЭД от токов перегрузок, меньших, чем ток уставки быстродействующего выключателя, на каждой секции установлены два реле перегрузки (тип — РТ-406В, обозначение по схеме 65, 66) — по одному реле на группу ТЭД. При модернизации электровозов ВЛ8 на них устанавливали реле перегрузки типа РТ-502 (как на ВЛ10). По силовым катушкам реле перегрузки протекают токи тяговых двигателей. Если ток группы тяговых двигателей превысит 625 А, реле перегрузки этой группы двигателей включится (сработает) и включит в кабинах машиниста сигнальную лампу «РП». Также для сигнализации о срабатывании каждое реле перегрузки имеет блинкер — флажок, опускающийся при срабатывании реле. После срабатывания флажок восстанавливают вручную.
Если какое-либо реле перегрузки сработает в режиме тяги на 2—4 позициях ослабления возбуждения, выключатся контакторы 13 и 213 обеих секций. При этом электровоз перейдёт на полное возбуждение — резисторы ослабления возбуждения отключатся от тяговых двигателей, что приведёт к снижению тока двигателей. После снижения тока реле перегрузки выключится, гася лампы «РП». Для восстановления ослабления возбуждения необходимо перейти на 1 позицию ослабления возбуждения.
Если какое-либо реле перегрузки сработает в режиме рекуперативного торможения (позиции 2—16 тормозной рукоятки контроллера машиниста), выключится контактор 76 на секции 1. Контактор введёт резистор в цепь обмоток возбуждения генераторов возбудителей, а также включит контактор 75, который выведет резисторы из цепи обмоток возбуждения двигателей возбудителей. Это приведёт к уменьшению напряжения генераторов возбудителей, что уменьшит ток возбуждения и ток якорей двигателей. После снижения тока реле перегрузки выключится; для восстановления контактора 76 необходимо тормозную рукоятку кратковременно поставить на позицию 2.

##### Защита от повышения напряжения
Для защиты от недопустимого повышения напряжения на тяговых двигателях на электровозе установлено реле повышенного (максимального) напряжения (обозначено в схеме 64-1). Тип реле — РПН-3, при модернизации электровозов ВЛ8 на них устанавливали реле типа РПН-496 (такое же, как на ВЛ10 поздних выпусков). Реле установлено только на секции 1, катушка реле включена параллельно тяговым двигателям. Если напряжение на двигателях превысит 4000 В, реле повышенного напряжения включится, включая в кабинах машиниста сигнальную лампу «РП». О повышении напряжения машинист узнаёт по показаниям киловольтметра.
Если повышение напряжения возникло в режиме рекуперации, реле повышенного напряжения сработает аналогично реле перегрузки, уменьшая ток возбуждения генераторов возбудителей и увеличивая ток возбуждения двигателей возбудителей. При этом напряжение генераторов возбудителей и напряжение на ТЭД уменьшатся. После снижения напряжения реле выключится; для восстановления схемы необходимо тормозную рукоятку кратковременно поставить на позицию 2.

### Пневматическое оборудование

#### Получение сжатого воздуха
На электровозах ВЛ8 (как и на других электровозах) для работы пневматических тормозов, электрических аппаратов, звуковых сигналов и системы пескоподачи используется сжатый воздух. Источником сжатого воздуха являются два мотор-компрессора, установленные по одному на секцию. Мотор-компрессор состоит из компрессора и электродвигателя постоянного тока, вращающего вал компрессора. Электродвигатель типа НБ-431А питается напряжением 3000 В от контактной сети.
На электровозах ВЛ8 используются поршневые трёхцилиндровые компрессоры типа КТ6-Эл с двухступенчатым сжатием и промежуточным охлаждением воздуха. При работе компрессора атмосферный воздух засасывается компрессором через 2 фильтра в два цилиндра низкого давления, где сжимается. После сжатия в этих цилиндрах воздух через радиатор охлаждения (холодильник) поступает в цилиндр высокого давления, где сжимается до давления 8,8 атм. Из цилиндра высокого давления воздух через обратный клапан поступает в два главных резервуара объёмом 365 л каждый. Эти резервуары обеспечивает запас сжатого воздуха. Из резервуаров воздух через кран поступает в питательную магистраль (ПМ), по которой поступает к потребителям сжатого воздуха на данной секции. Нормально ПМ обеих секций соединяются друг с другом (а при необходимости — с другим подвижным составом) через концевые рукава, образуя единый трубопровод. Перед расцепкой секций рукава отключают от ПМ электровоза концевыми кранами с рукоятками синего цвета.
Для измерения давления в ПМ к ней подключён манометр, установленный в кабине машиниста. Автоматическое включение и выключение двигателей компрессоров в зависимости от давления в ПМ осуществляется регулятором давления типа АК-11Б (номер по схеме 90) — пневматическим выключателем, также подключённым к ПМ. Регулятор давления установлен только на секции 1.
Для защиты от недопустимого повышения давления в пневмосистеме (например, при неисправности регулятора давления) между компрессором и главными резервуарами установлены два предохранительных клапана типа Э216 (один отрегулирован на давление 9,3 атм, другой — на 9,6 атм). При превышении этого давления клапаны открываются, сбрасывая избыточное давление в атмосферу.
Из питательной магистрали каждой секции сжатый воздух поступает:
- в тормозную систему — к крану машиниста, крану вспомогательного тормоза, электропневматическому клапану автостопа;
- на секции № 2 — в пневмосистему электрических аппаратов и стеклоочистителей обеих секций;
- к звуковым сигналам, в систему пескоподачи[13].

#### Звуковые сигналы
На крыше каждой секции над кабиной машиниста установлены два аппарата для подачи звуковых сигналов — свисток и тифон. Эти аппараты работают на сжатом воздухе давлением 7,4…9 атм, поступающем из питательной магистрали (ПМ). Для подачи свистка необходимо в кабине машиниста нажать одну из двух кнопок «Свисток». При этом на обеих секциях включатся электропневматические клапаны свистка (тип — КП-1, № по схеме 114, 115), подавая сжатый воздух из ПМ к свисткам. Для подачи гудка необходимо в кабине машиниста нажать одну из двух кнопок «Сигнал». При этом на обеих секциях включатся аналогичные клапаны тифонов (№ по схеме 112, 113), подавая сжатый воздух из ПМ к тифонам. Предусмотрена возможность подачи гудка при отсутствии напряжения 50 В в бортовой сети или при неисправности цепей тифона. Для этого необходимо нажать педаль «Сигнал» в кабине машиниста. При этом педаль (тип — КП-17-03А) пропустит воздух из ПМ к тифону в обход электропневматического клапана тифона. Неисправный клапан или звуковой сигнал отключают от ПМ разобщительным краном.

## Производство
В 1956 году начался серийный выпуск электровозов на Новочеркасском электровозостроительном заводе. Для увеличения выпуска электровозов с 1957 года их постройку начал Тбилисский электровозостроительный завод (ТЭВЗ) — в 1957 году выпущен первый, опытный электровоз, с 1958 года начался серийный выпуск.
Серийные электровозы конструктивно повторяли опытные, имелись лишь небольшие отличия.
Кузова и тележки ВЛ8, начиная с 1957 года, изготавливал Луганский тепловозостроительный завод. Электровозы серии Н8 получили с января 1963 года обозначение серии ВЛ8. Электровозы строились по 1967 год включительно. Всего было выпущено 1723 электровоза, из них НЭВЗ построил 430 электровозов и ТЭВЗ — 1293 электровоза.
До 1961 года ВЛ8 были самыми мощными в стране локомотивами, способными водить одиночной тягой на подъёме 9 ‰ поезда массой 3500 т со скоростью 50-80 км/ч.
При скорости 100 км/ч электровоз может развить силу тяги 8000 кг. Рекуперативное торможение электровоза возможно с 12 до 100 км/ч. Сцепной вес электровоза 180 т.

## Модернизация
На электровозах ВЛ8-185, 186 и 187 в системе рессорного подвешивания были поставлены резиновые элементы, которые уменьшили тряску и сделали ход электровоза более плавным. Однако эти элементы работали неудовлетворительно (выжимались) и в дальнейшем на электровозы не ставились.
Как известно, жёсткие листовые рессоры благодаря большому внутреннему трению между листами работают как обыкновенные балансиры. Более мягкое рессорное подвешивание было испытано по предложению Московского института инженеров транспорта: в депо Златоуст в 1962 году на электровоз ВЛ8-627 были поставлены дополнительные пружины в местах присоединения рессорных подвесок к рамам тележек, что привело к уменьшению тряски и повышению плавности хода локомотива. Так как при изменённой конструкции рессорного подвешивания наблюдался быстрый местный износ подвесок, эта система дальнейшего распространения не получила.
На электровозе ВЛ8-948 по проекту ПКБ ЦТ МПС в 1968 году были установлены вторые дополнительные опоры кузова, применены более мягкие рессоры, при которых статический прогиб их увеличился до 100 мм, поставлены упорные резиновые амортизаторы в роликовых буксах. Однако, как показали испытания, проведённые ЦНИИ МПС, поднять скорость электровоза при этих изменениях оказалось возможным лишь до 90 км/час. Поэтому от внедрения перечисленных выше изменений в дальнейшем отказались.
В 1973 году Всесоюзный научно-исследовательский тепловозный институт (ВНИТИ) изменил рессорное подвешивание на электровозе ВЛ8-321: были поставлены цилиндрические пружины между балансиром и рамой тележки, по четыре пружинных опоры от секций кузова на рамы тележек; одновременно были поставлены упоры в буксах по типу букс тепловозов ТЭ3. Статический прогиб рессорного подвешивания достиг при этом 122 мм. Испытания этого электровоза дали положительные результаты: возможность повышения максимальной скорости по условиям воздействия на путь до 100 км/час. Это послужило основанием для начала проведения работ по модернизации рессорного подвешивания электровозов ВЛ8.
В период 1976—1985 годов была произведена постановка на электровозы ВЛ8 возвращающих устройств, позволяющих поднять скорость с 80 до 90-100 км/час. Такие электровозы получили обозначение ВЛ8М.
С середины 1970-х годов электровозы ВЛ8 стали часто применять в пассажирском движении, что потребовало применить на них некоторые устройства для вождения пассажирских поездов. Так на ВЛ8 появились устройства ЭПТ и электроснабжения пассажирского поезда. Из-за наличия поворачивающегося в кривых метельника, жёстко закреплённого на раме тележки, кабель отопления поезда пришлось в нерабочем положении скручивать «восьмёркой», дабы исключить возможность его обрыва или перетирания. На некоторых участках с тяжёлым профилем (например, Горячий Ключ — Туапсе Северо-Кавказской железной дороги) стали практиковать движение ВЛ8 двойной тягой. Для этого на лобовом листе между буферными фонарями устанавливали розетки межэлектровозных соединений. На украинских ВЛ8 при ремонтах устанавливали двухцветные буферные фонари, аналогичные тем, что устанавливались на ВЛ10 и ВЛ80 поздних серий, ВЛ11.
В настоящее время[когда?]

 электровозы серии ВЛ8 эксплуатируют лишь железные дороги Украины (депо Днепр, Нижнеднепровск-Узел, Кривой Рог, Синельниково и Лиман), Армении (депо Ленинакан и Ереван), Абхазии (депо Сухуми), Грузии (депо Самтредиа, Батуми, Тбилиси-Пассажирская и Тбилиси-Сортировочная) и Азербайджана (депо Кировабад, Баладжары, Джульфа и Бёюк-Шор).
В России ВЛ8 в ТЧ Кавказская находятся в нерабочем состоянии. С марта 2014 года после аннексии Крыма несколько действующих локомотивов, которые достались в наследство от Приднепровской ЖД, приписаны в ТЧ Симферополь и эксплуатируются в Крыму, а также на участках Донецкой железной дороги, подконтрольных ДНР и ЛНР, приписаны в депо Ясиноватая-Западное и Дебальцево-Пассажирское.

## Галерея

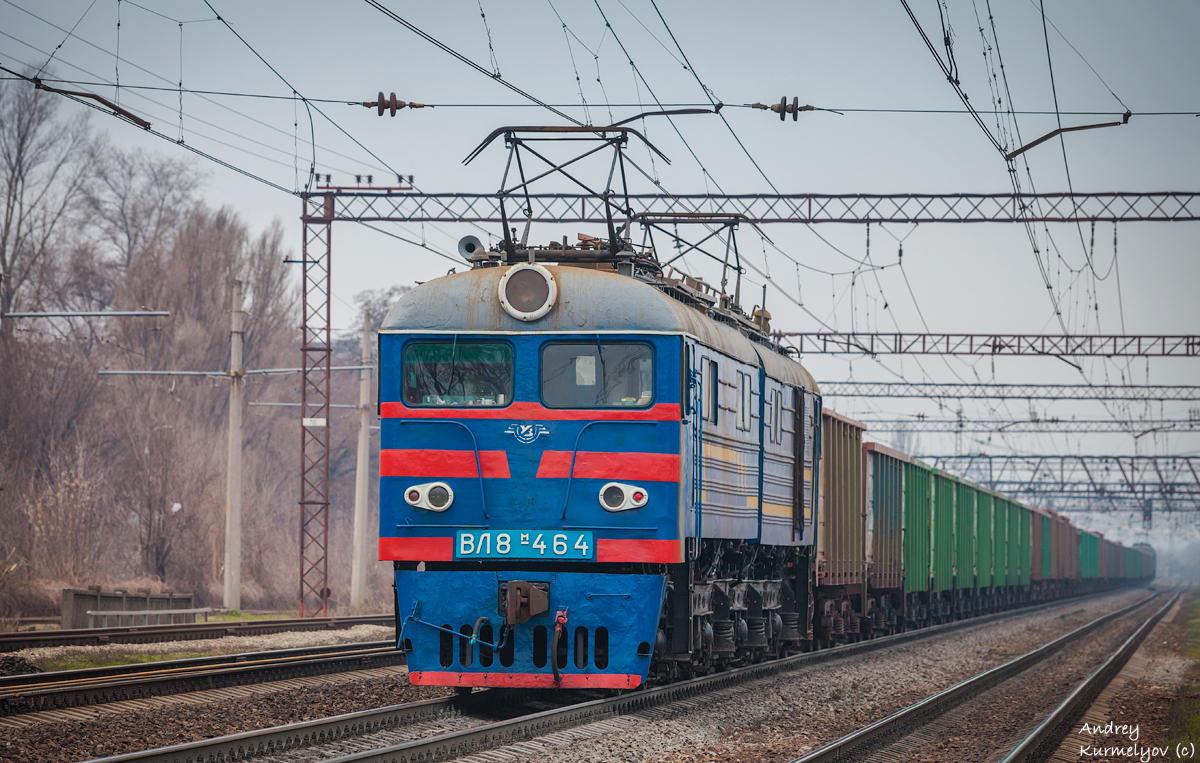
ВЛ8м-464 перегон Горяиново - Диёвка, Днепропетровск
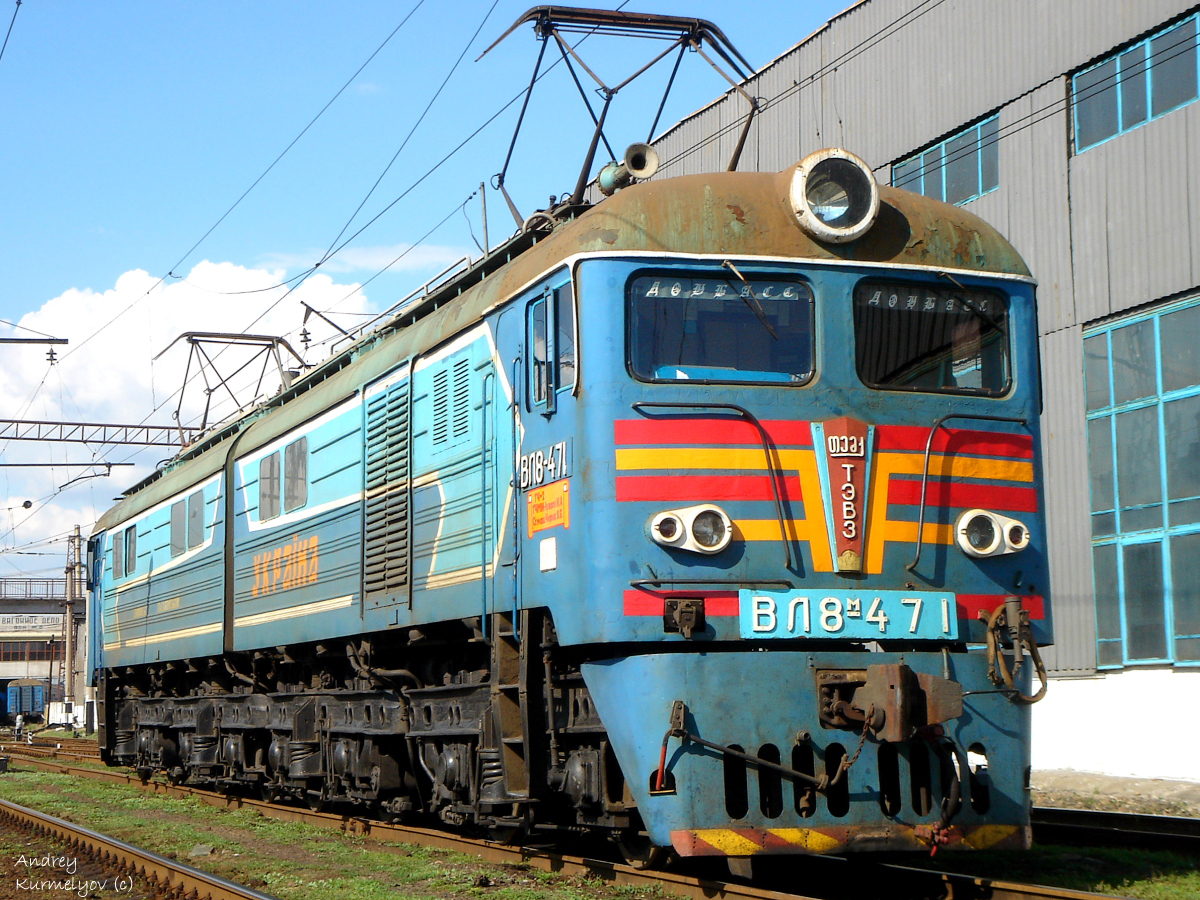
Электровоз ВЛ8м-471, станция Дебальцево
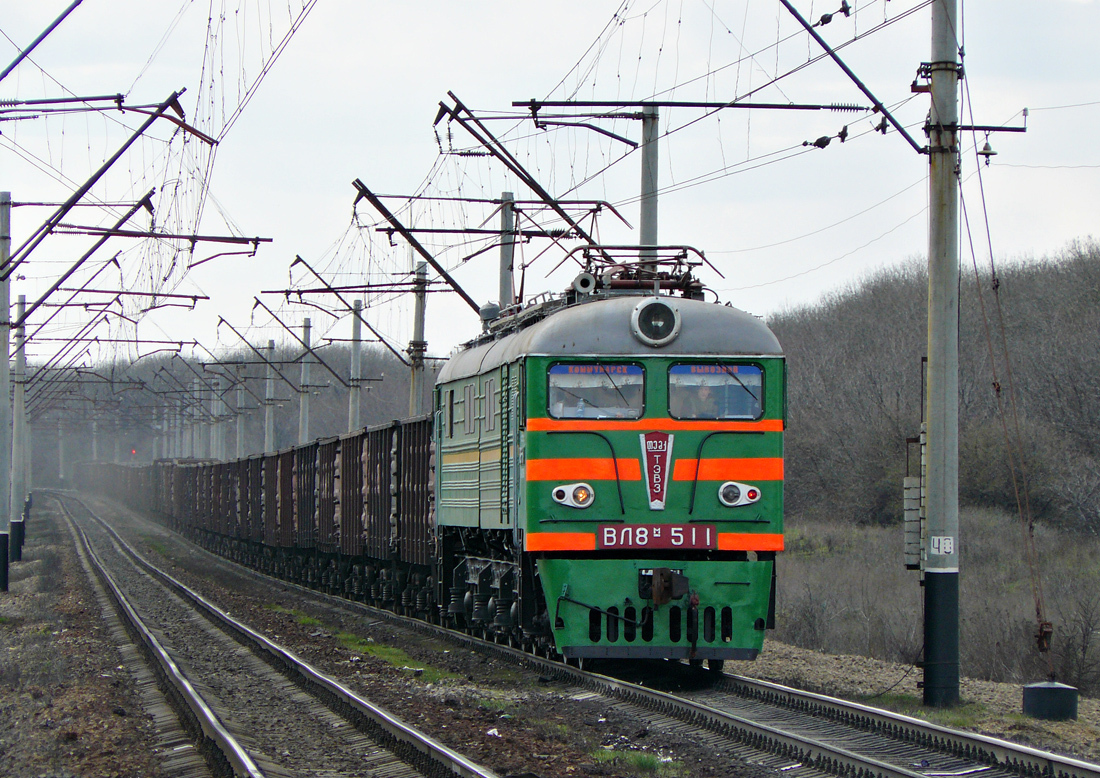
ВЛ8м-511, перегон Депрерадовка - Мануиловка, Луганская область
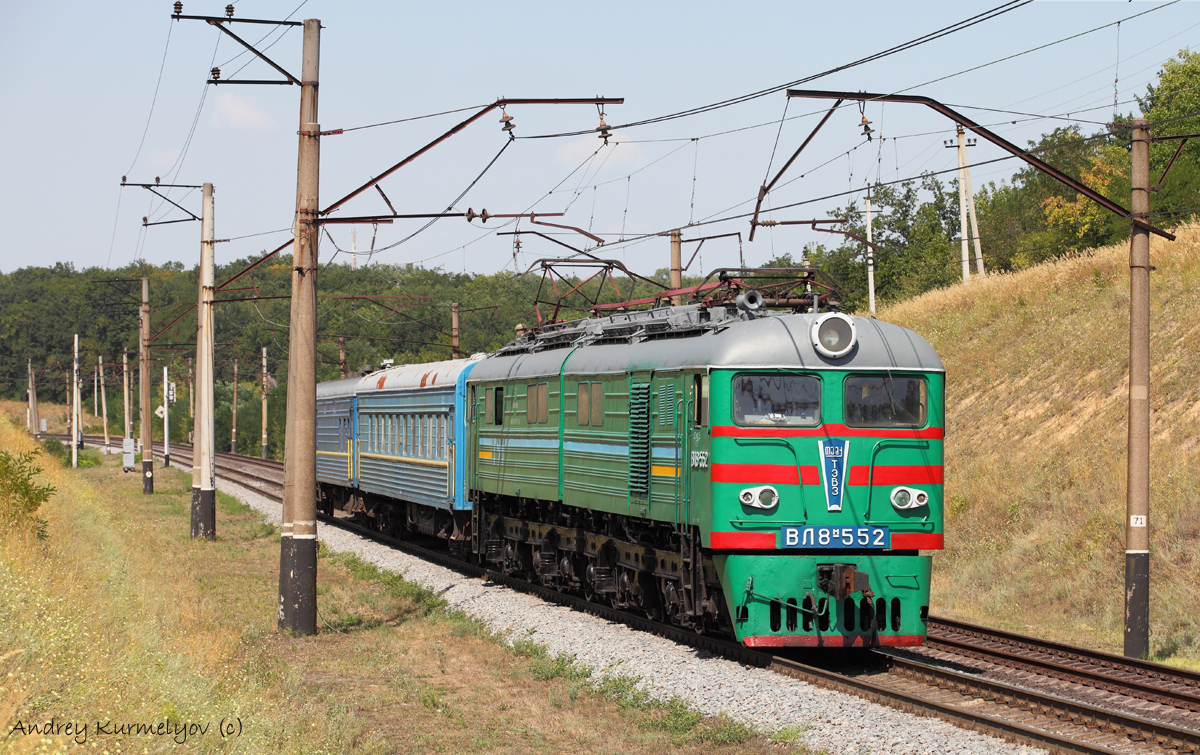
ВЛ8м-552, перегон Игрень -  Илларионово
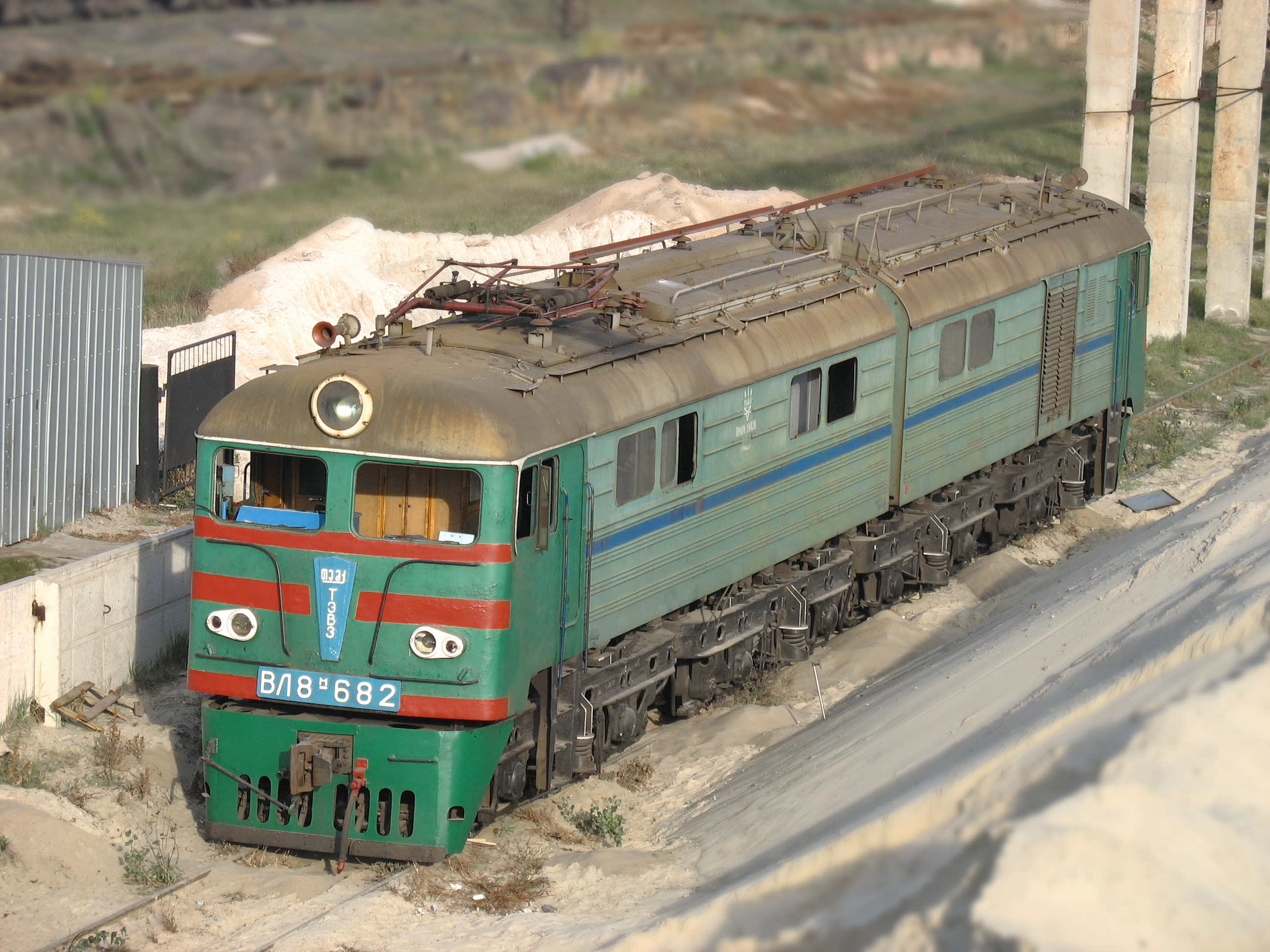
ВЛ8м-682, Нижнеднепровск-Узел
- ВЛ8м-720 и ВЛ8м-1622, Диёвка
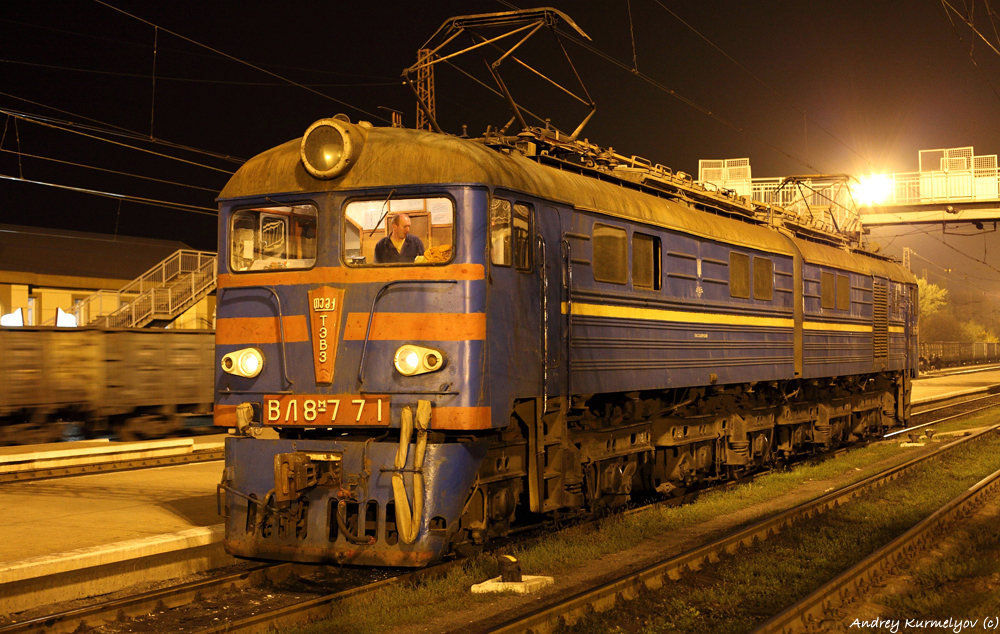
ВЛ8м-771, станция Красноармейск, Донецкая область
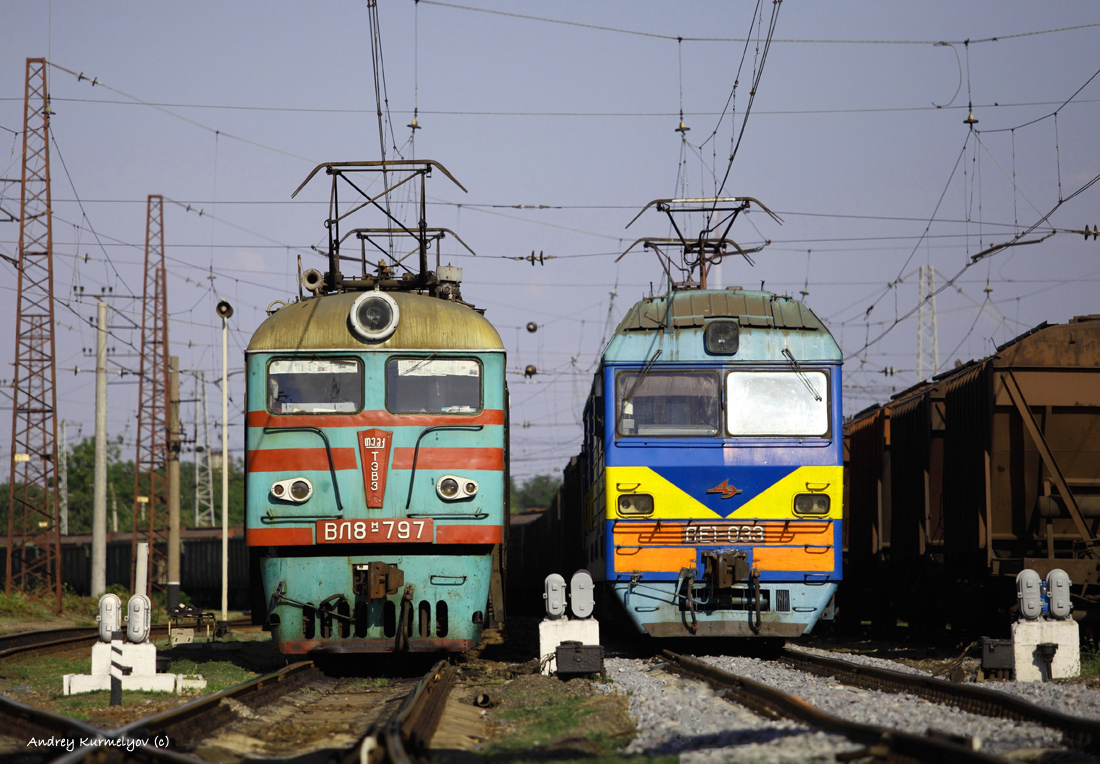
Электровозы ВЛ8м-797 и ДЭ1-033, станция Синельниково
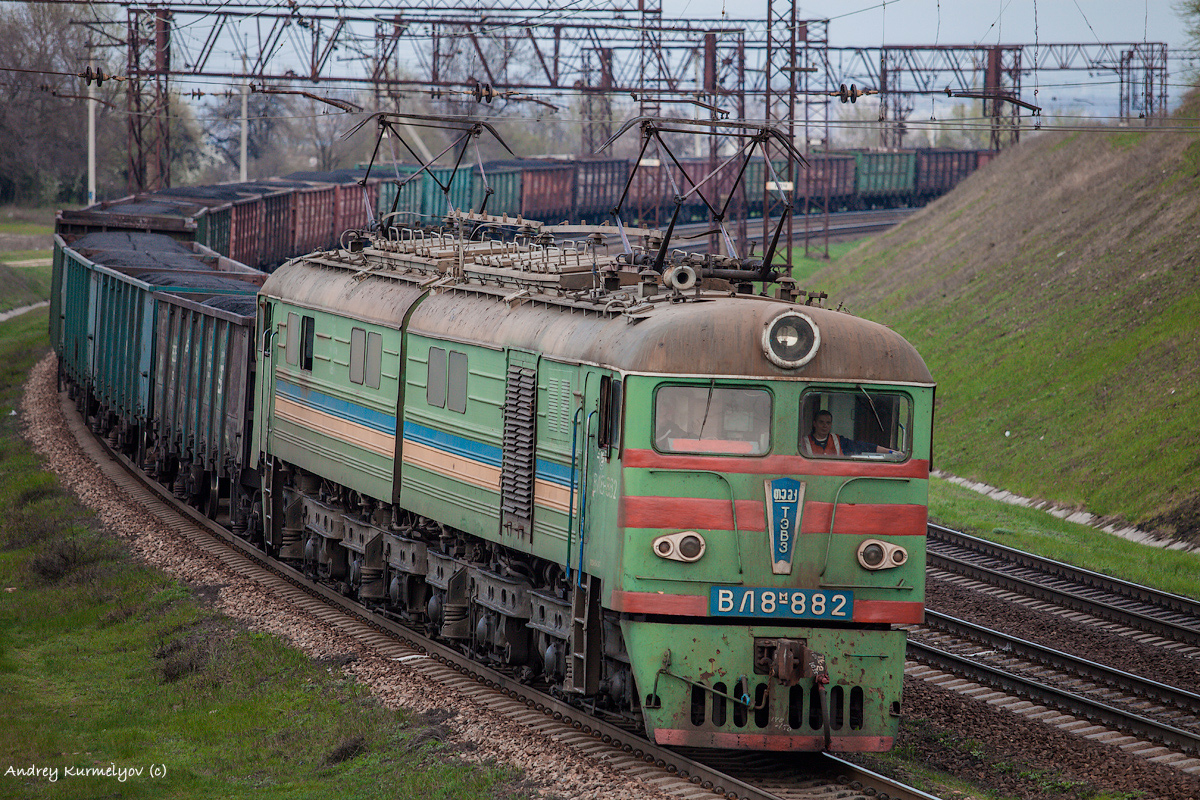
ВЛ8м-882 перегон Диёвка - Сухачёвка
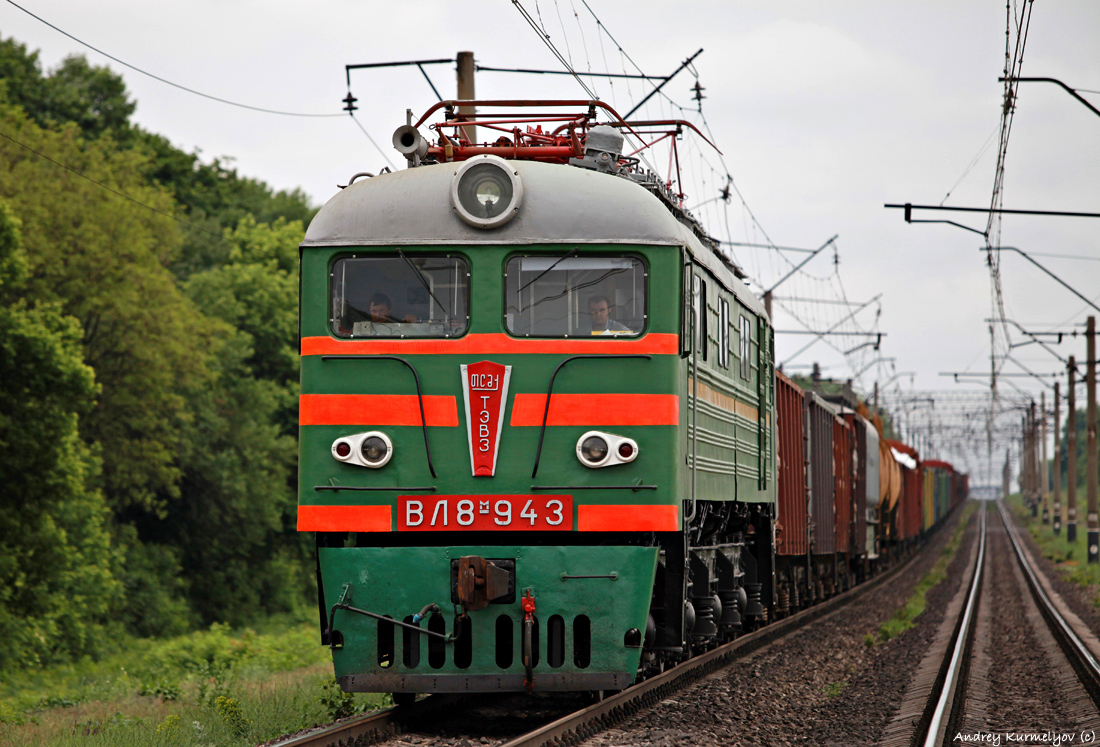
ВЛ8м-943 перегон  Славгород-Южный - Ивковка
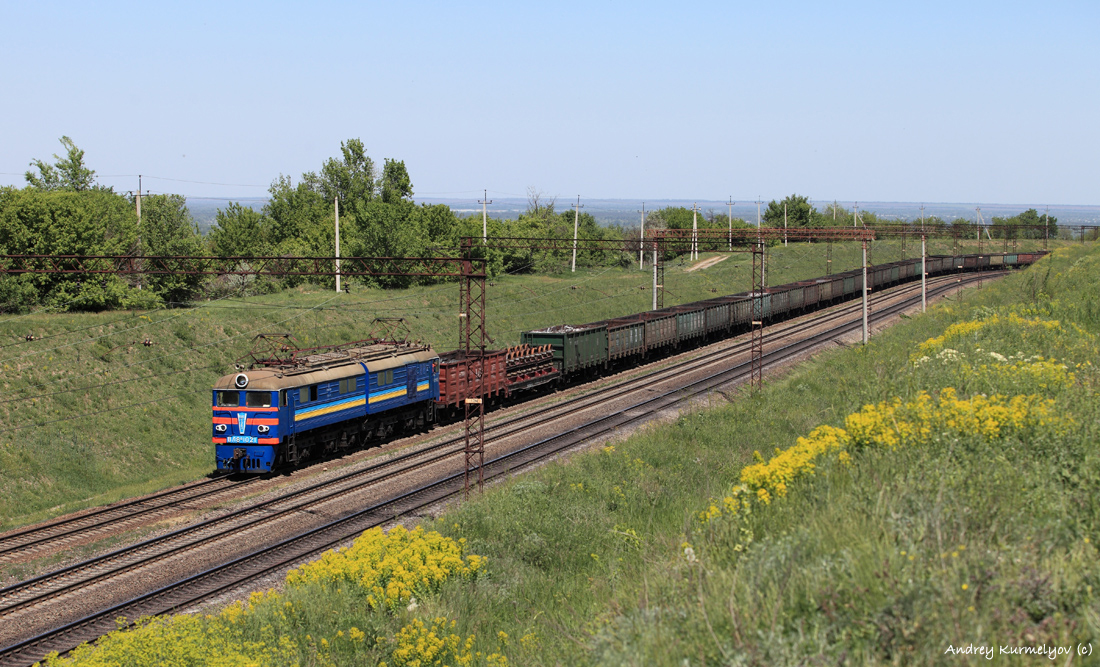
ВЛ8м-1021 перегон Диёвка - Сухачёвка
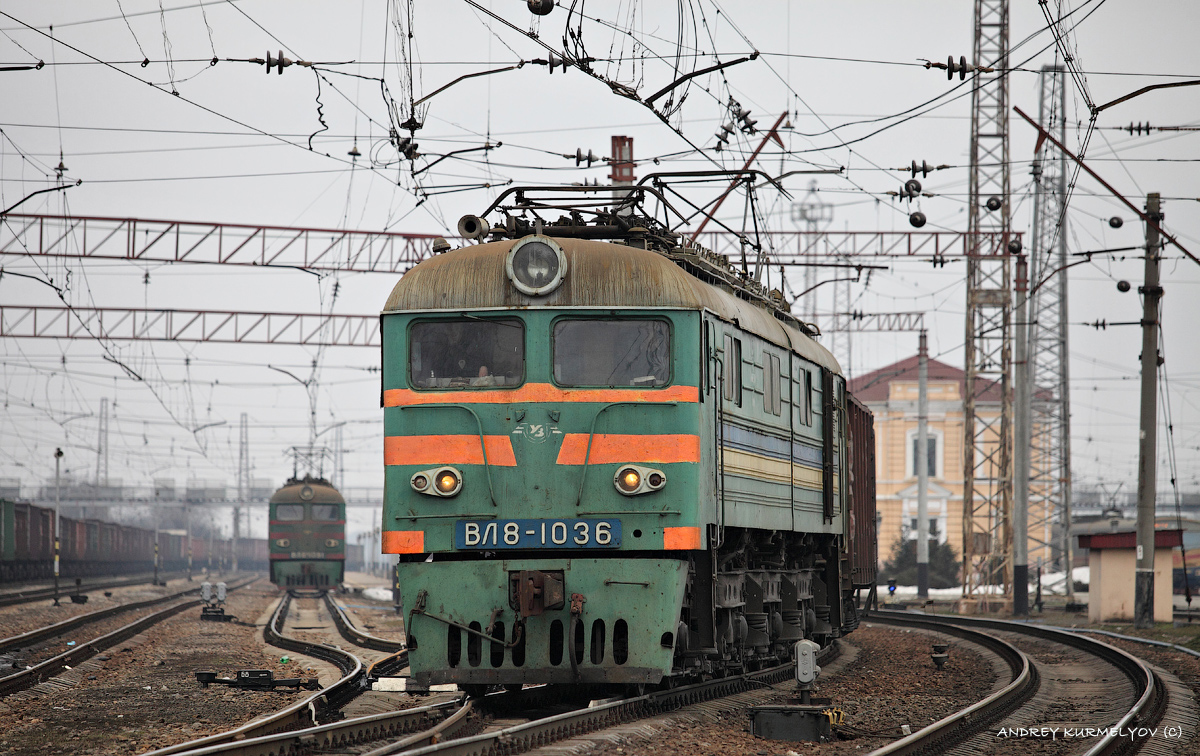
ВЛ8-1036, станция  Пятихатки
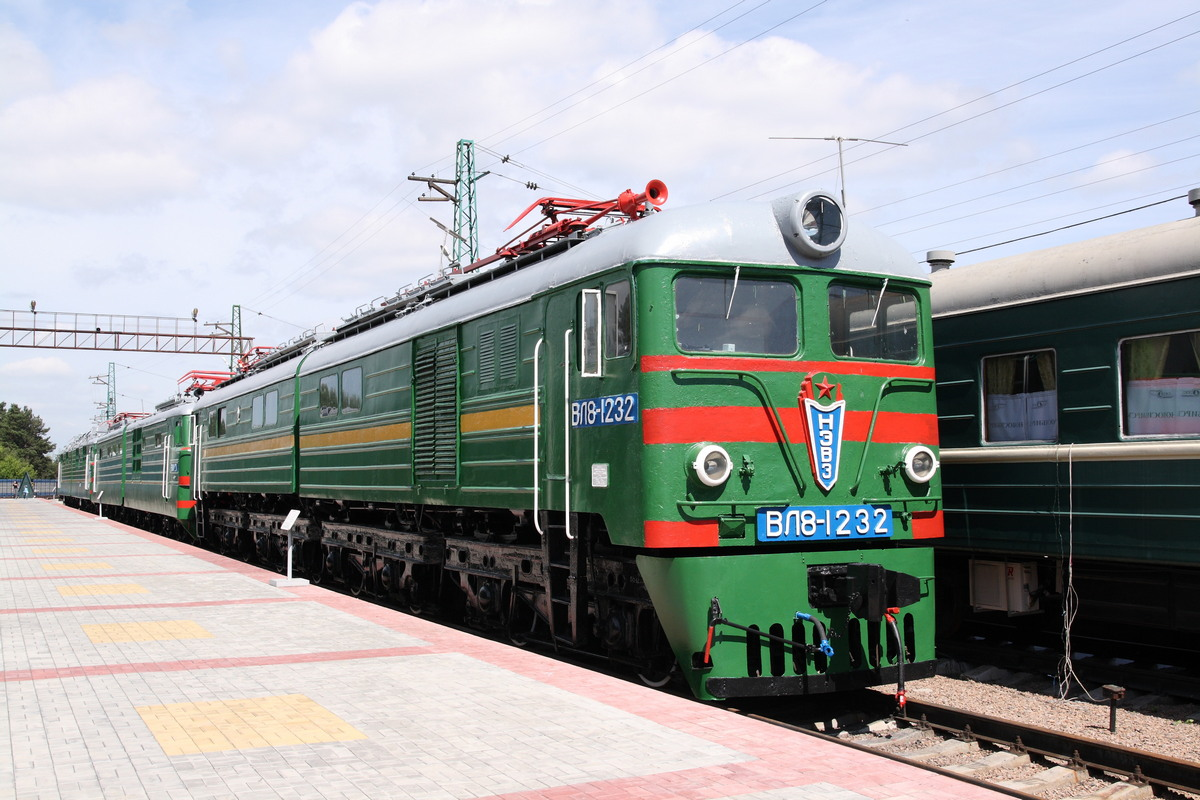
ВЛ8-1232, Новосибирский музей железнодорожной техники
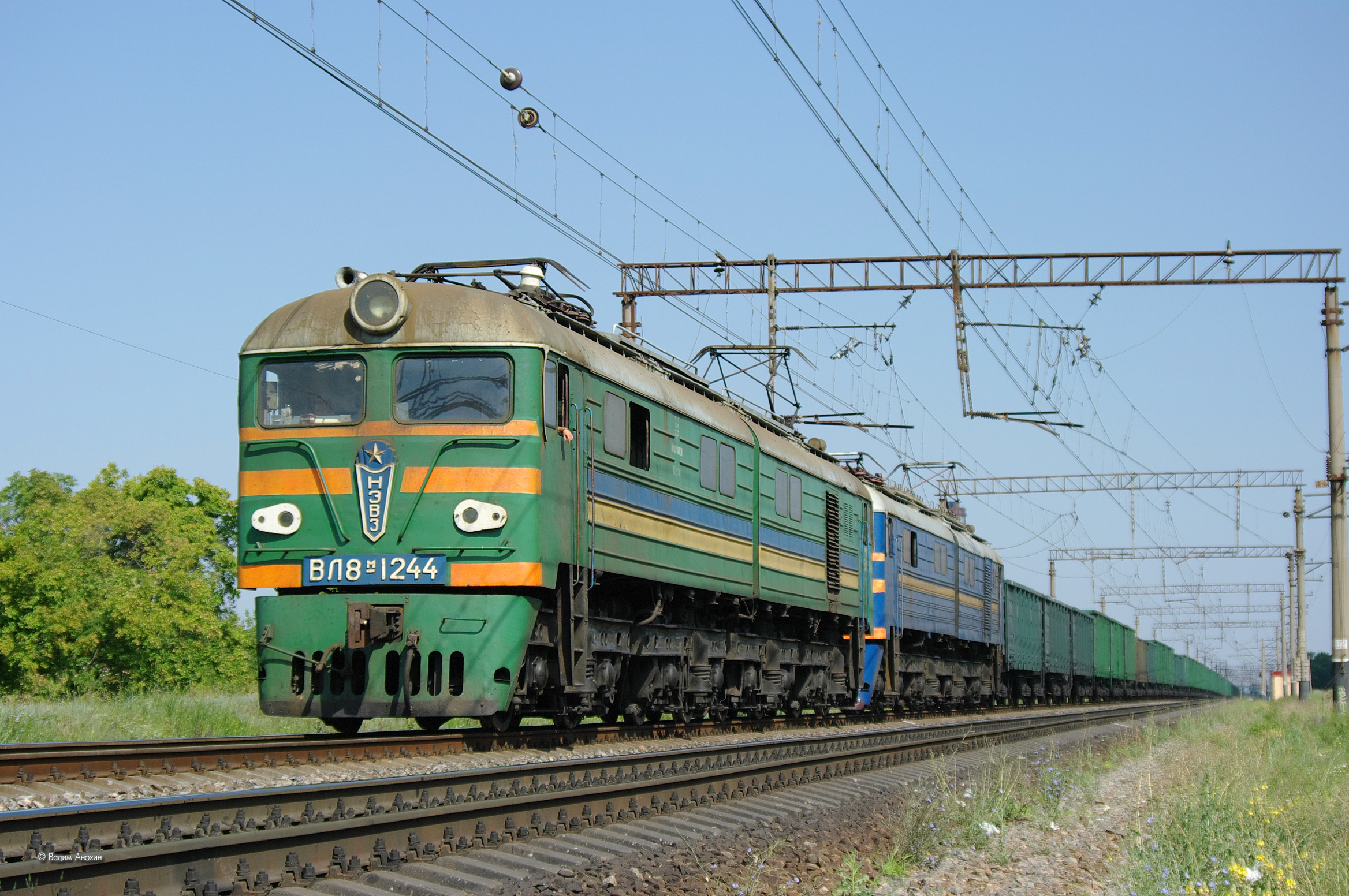
Электровоз ВЛ8м-1244 на перегоне Симферополь-Грузовой -  Симферополь
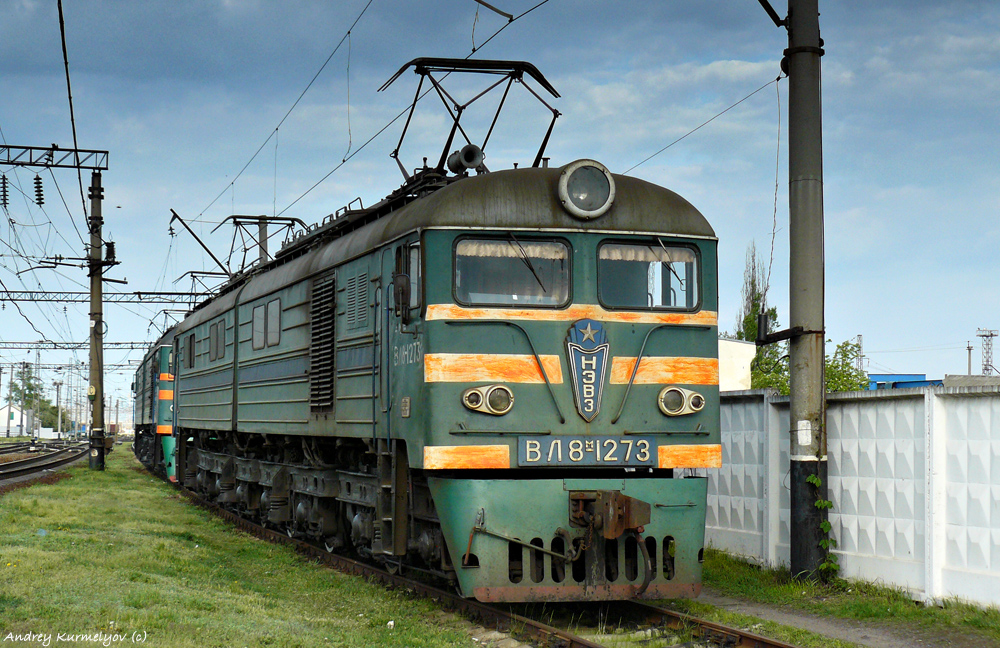
ВЛ8м-1273, станция  Пятихатки
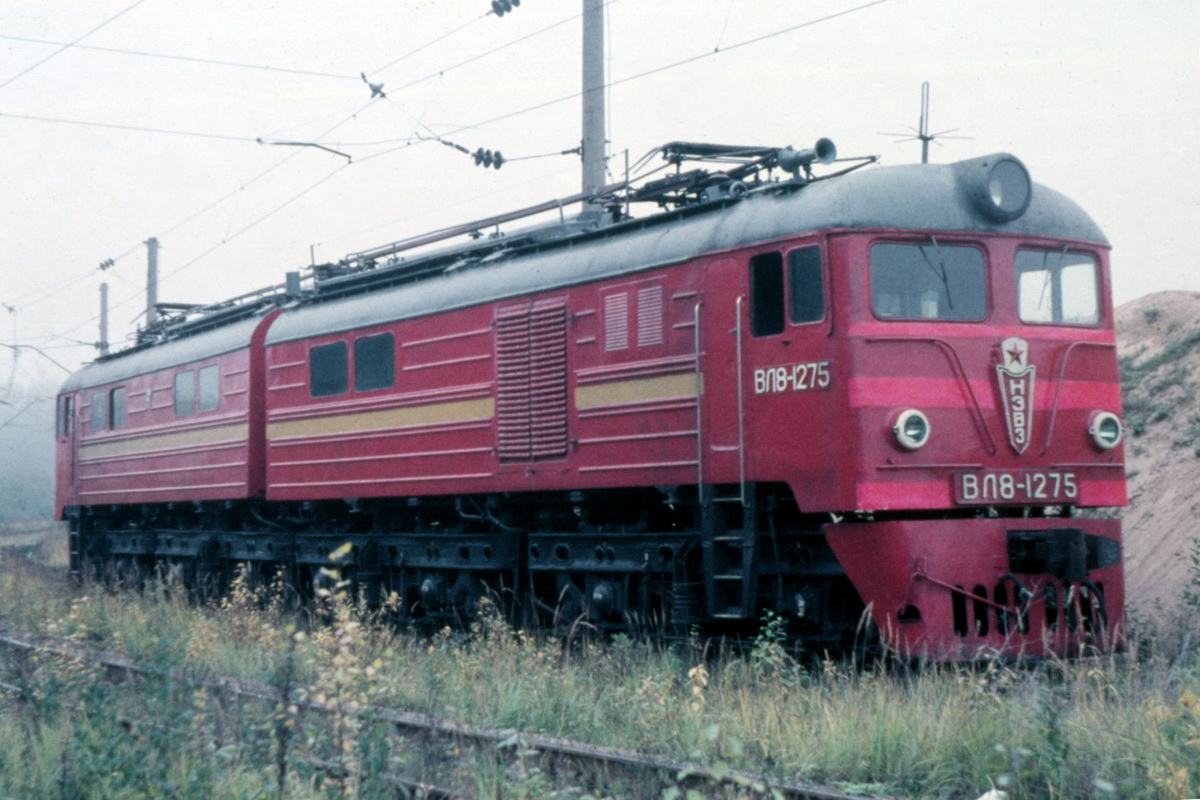
ВЛ8-1275 депо Сухиничи, Калужская область
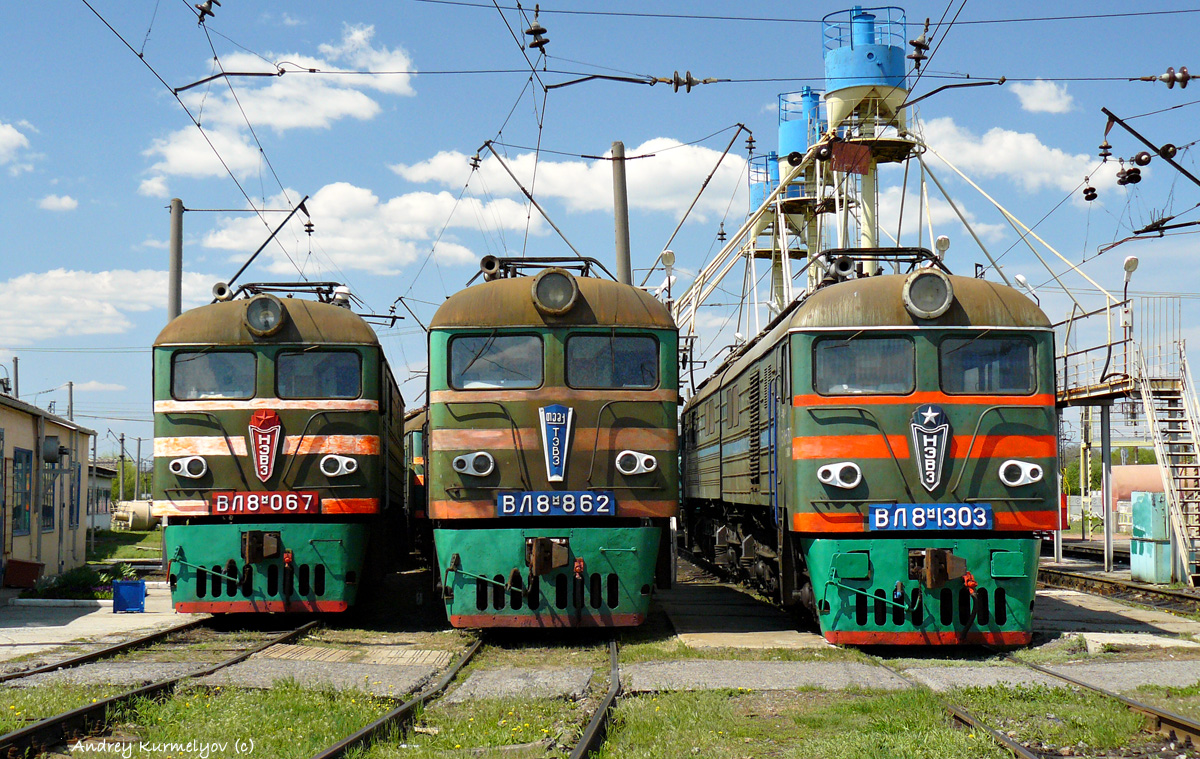
ВЛ8м-067, ВЛ8м-862 и ВЛ8м-1303 в депо Пятихатки, Днепропетровская область
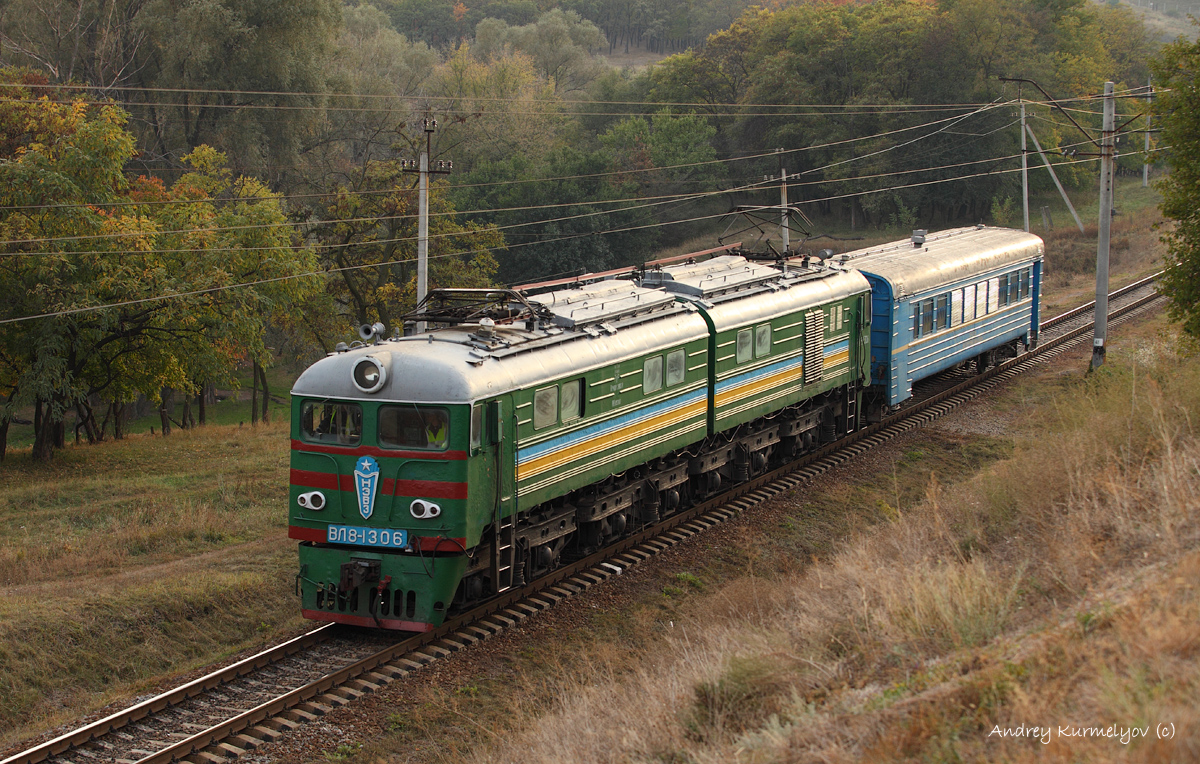
ВЛ8м-1306 в Тоннельной балке, Днепропетровск
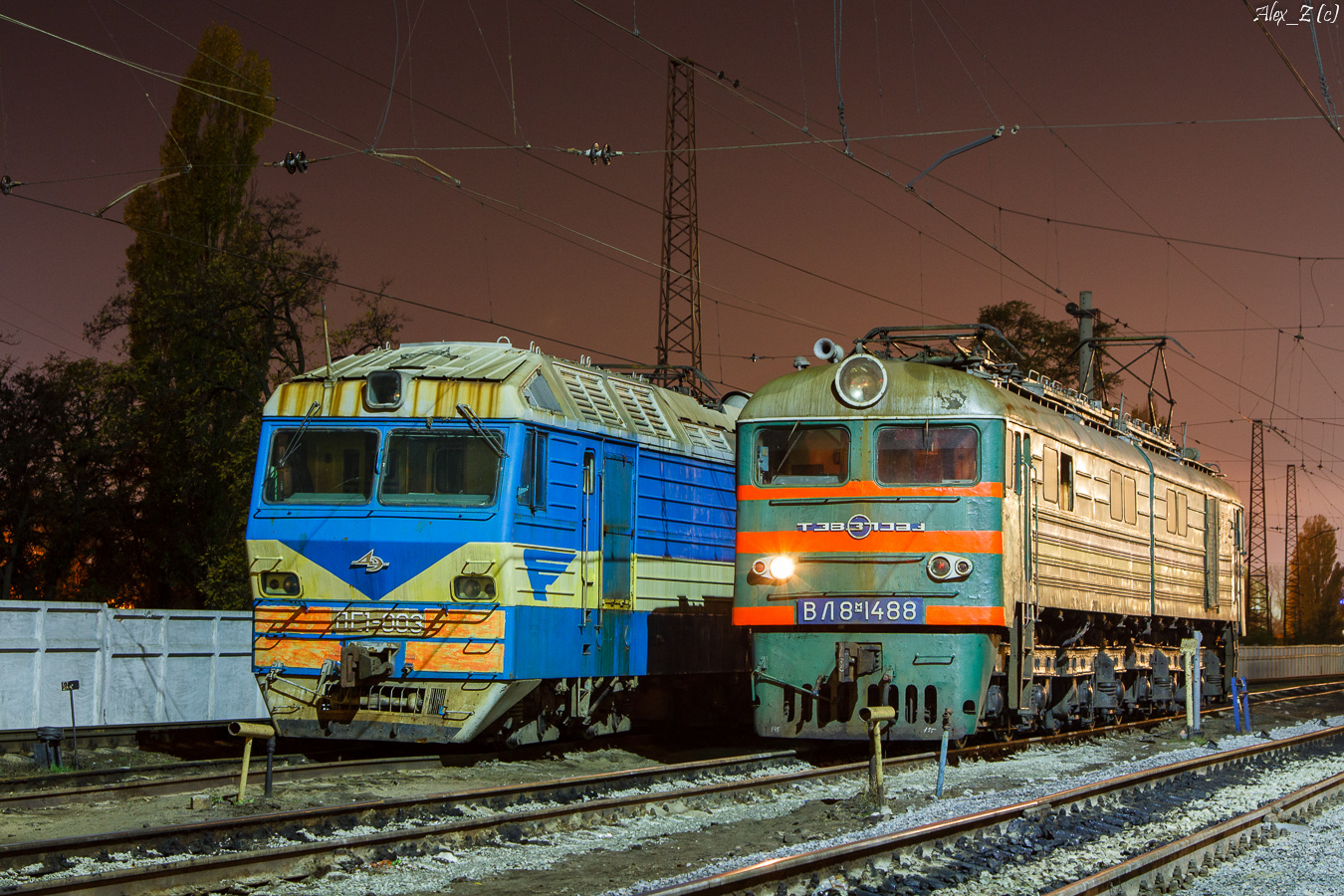
Электровозы ВЛ8м-1488 и ДЭ1-003, станция Нижнеднепровск-Узел
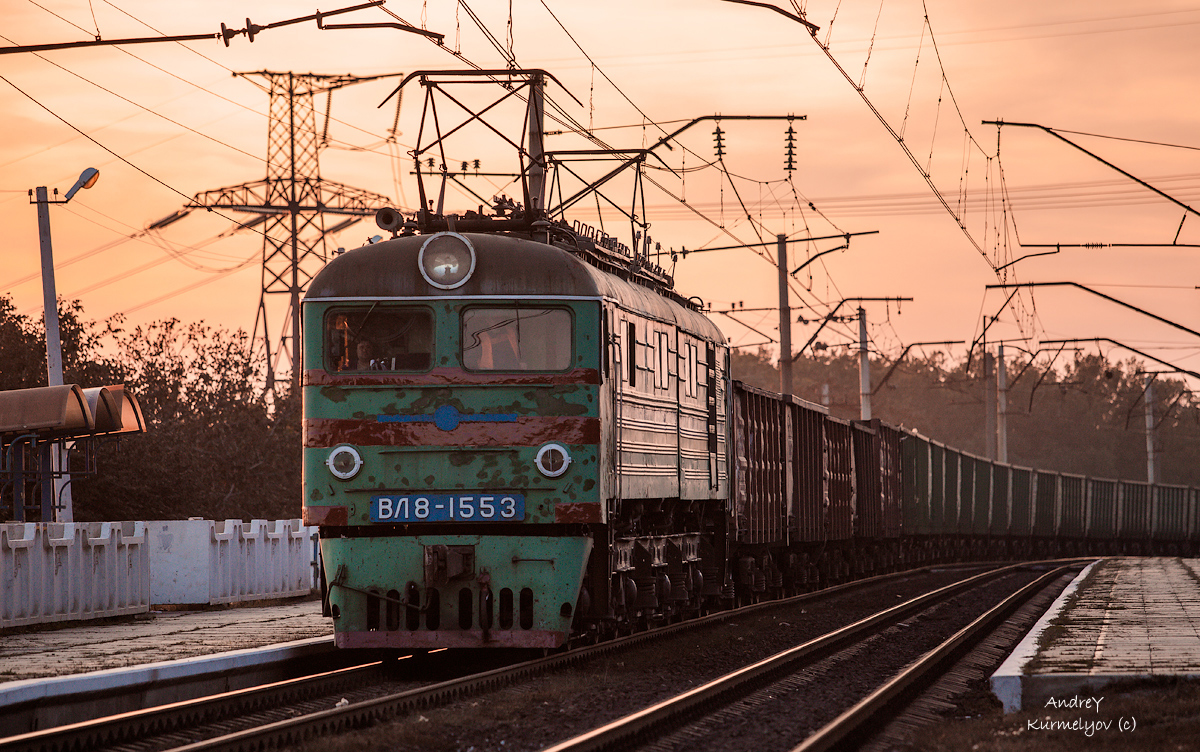
ВЛ8-1553, перегон Игрень -  Илларионово
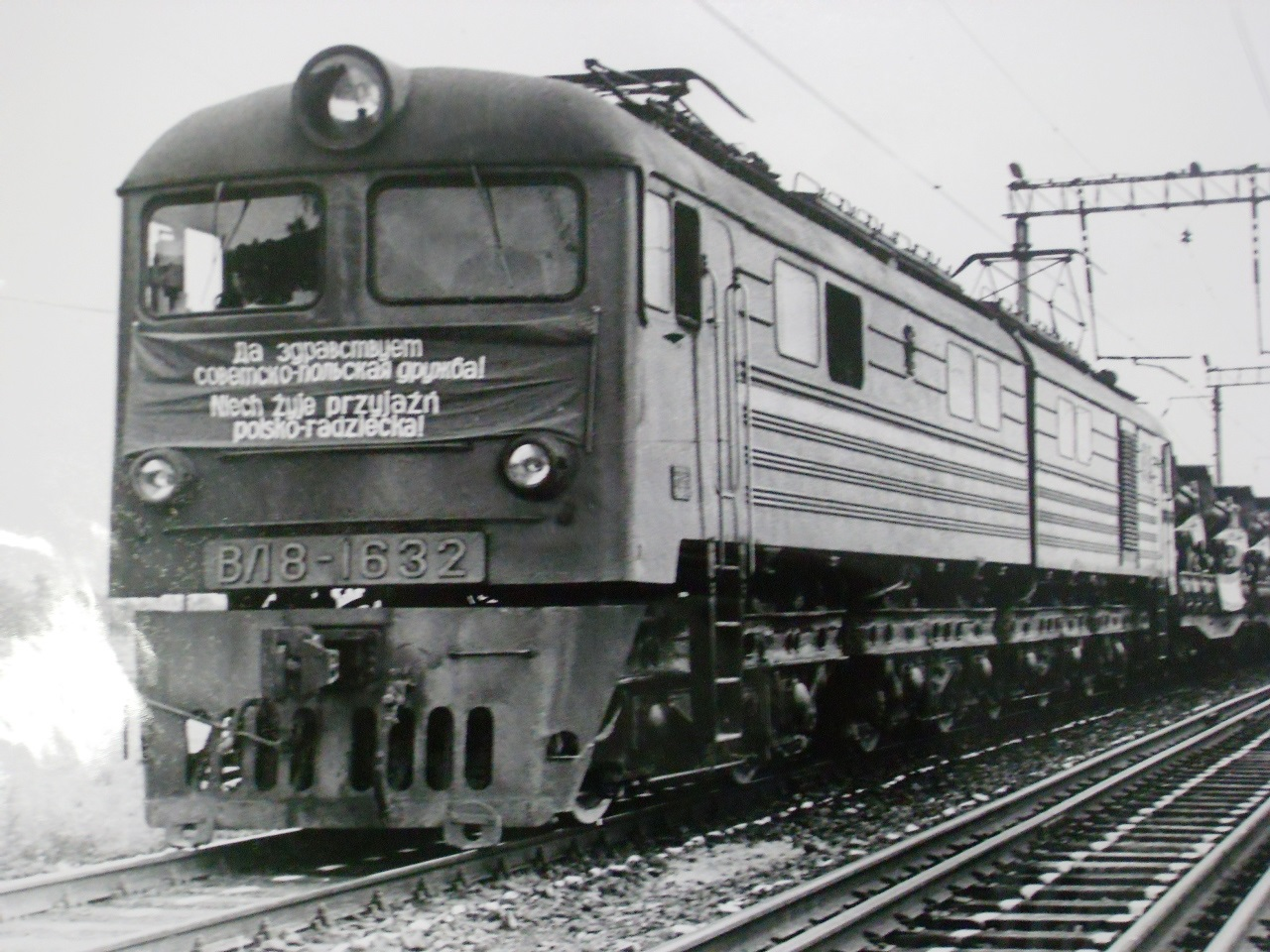
ВЛ8-1632, перегон Бескид - Лавочное, Львовская область (1975 год)
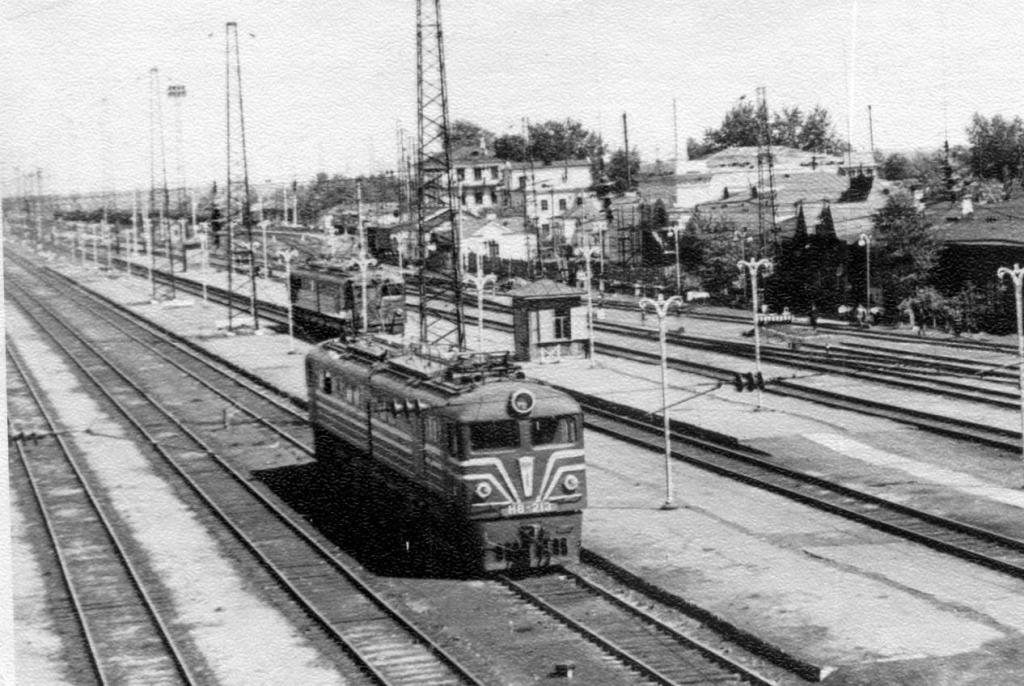
Н8-213, станция Мариинск, Кемеровская область
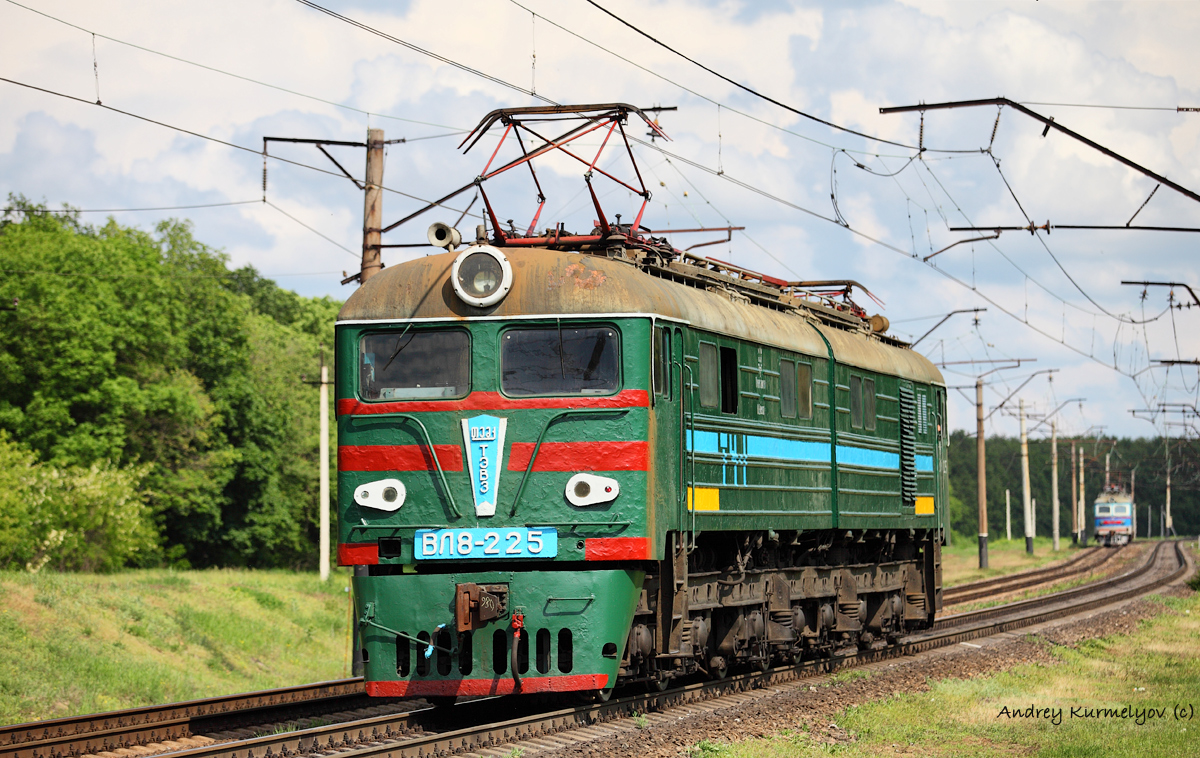
ВЛ8м-225 перегон Игрень -  Илларионово, Днепропетровская область
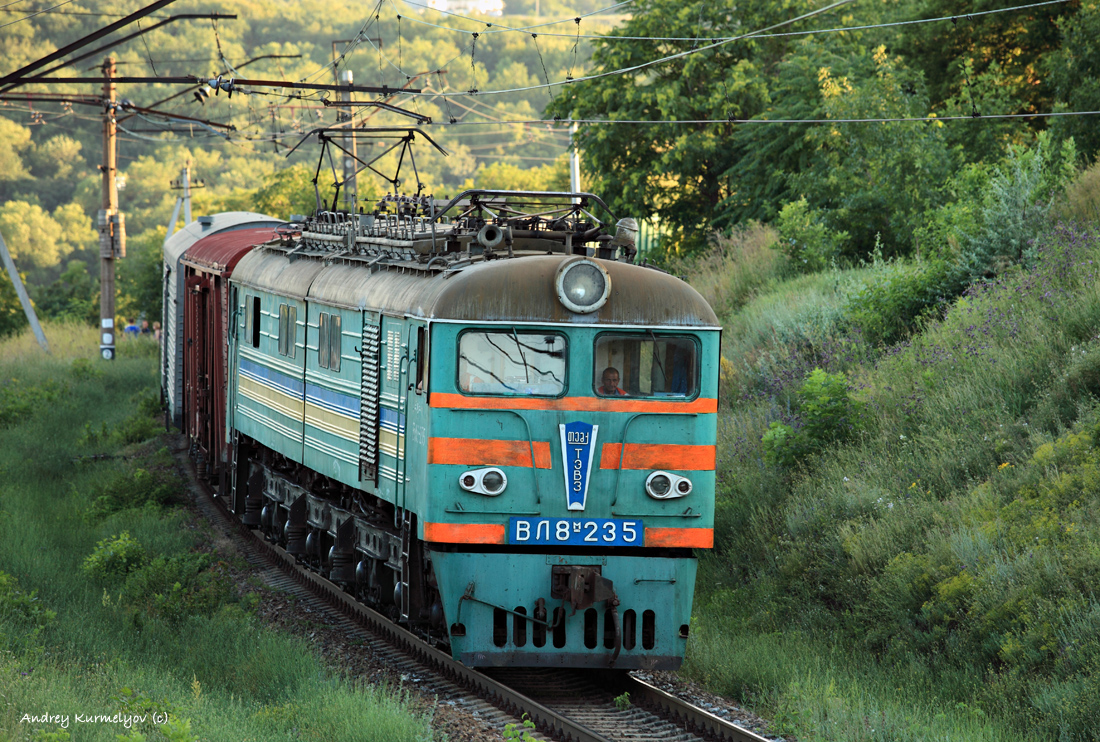
ВЛ8м-235 в Тоннельной балке, Днепропетровск
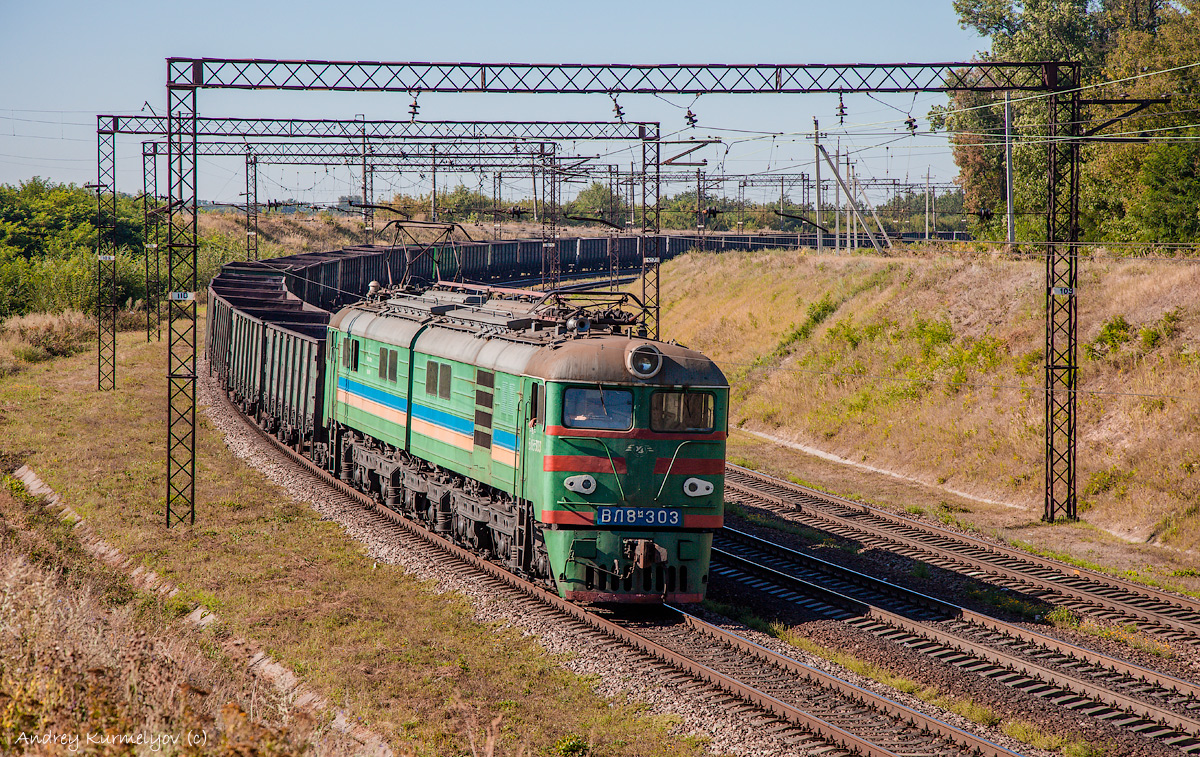
ВЛ8м-303 перегон Сухачёвка - Диёвка, Днепропетровская область
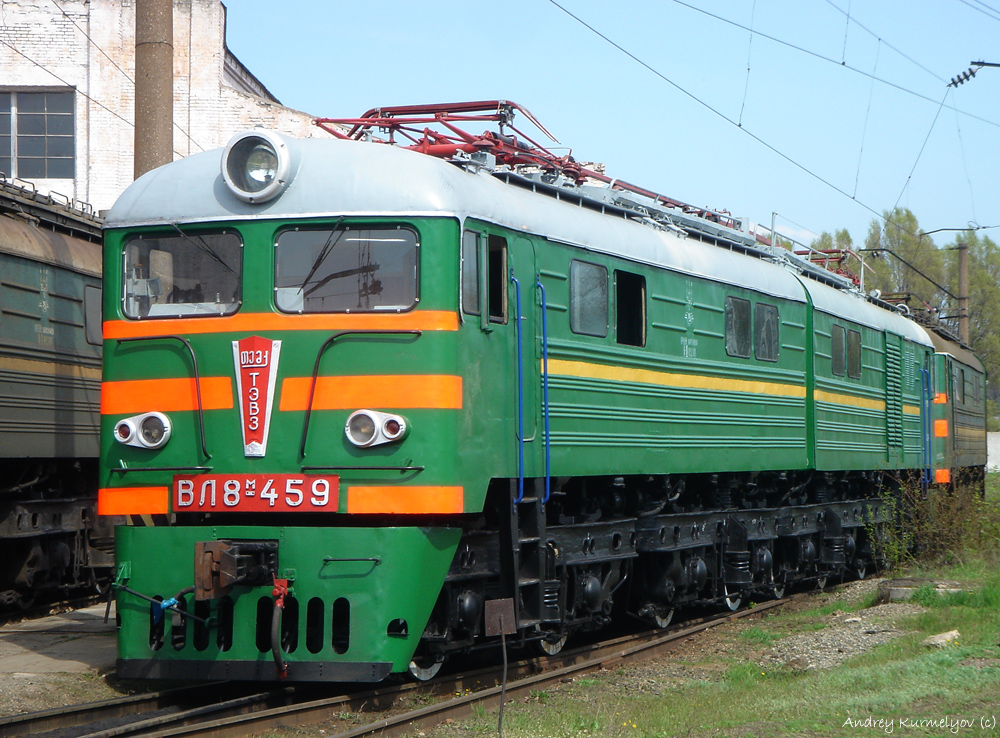
ВЛ8м-459, депо Нижнеднепровск-Узел
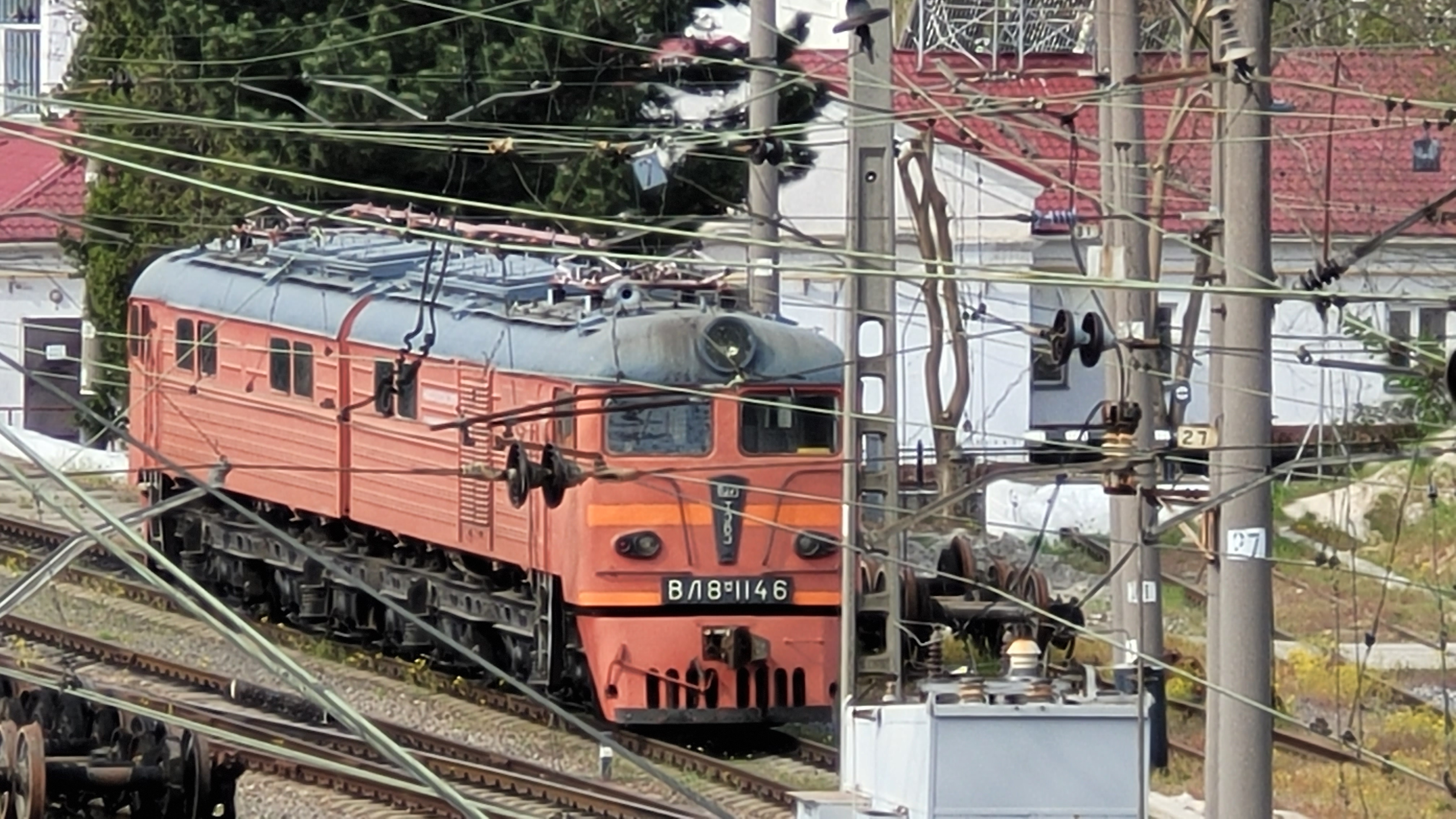
ВЛ8м-1146, станция Симферополь
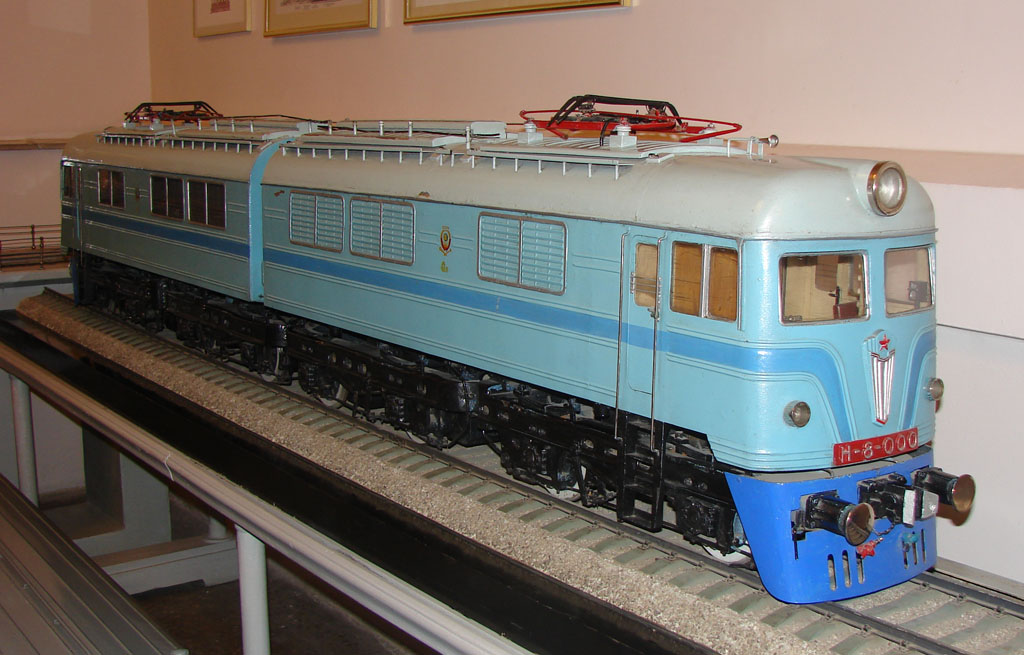
Модель электровоза Н8